# Crozon
Ne doit pas être confondu avec Crozon-sur-Vauvre.
Pour les articles homonymes, voir Crozon (homonymie).
Cet article possède un paronyme, voir Grozon.
Crozon (/kʁozɔ̃/) est une commune française du département du Finistère, en région Bretagne.

## Géographie
| - Localisation de Crozon sur une carte des communes du Finistère. - Carte de la commune de Crozon (tracé en orange de la limite communale). |

| Roscanvel          | Rade de Brest      | Lanvéoc Argol   |
| Camaret-sur-Mer    | Crozon             |                 |
| Baie de Douarnenez | Baie de Douarnenez | Telgruc-sur-mer |

Située au centre de la presqu'île de Crozon, c'est un chef-lieu de canton de l'arrondissement de Châteaulin.
Très étendue (8 037 ha), la commune occupe la plus grande partie de la presqu'île et comprend 155 villages et hameaux. Parmi eux, la station balnéaire de Morgat, au sud, offre un centre nautique et Le Fret , au nord, un petit port donnant sur la rade de Brest.

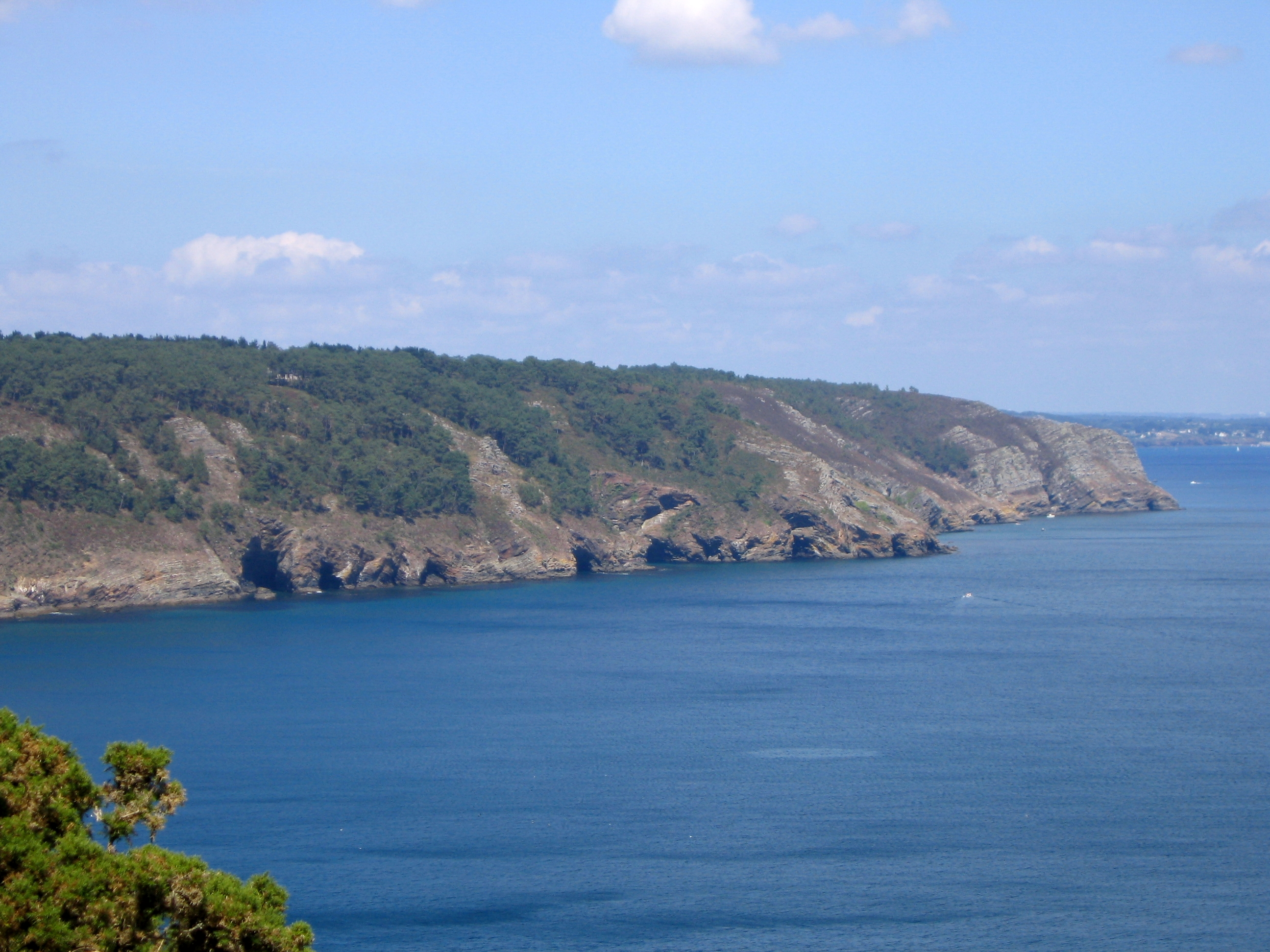
En direction du cap de la Chèvre, les grottes de Morgat.

La baie de Morgat est limitée par Crozon à l'est et la pointe du Kador à l'ouest. Elle abritait autrefois le port sardinier et thonier de Morgat. Avec l'épuisement des ressources halieutiques, le port de pêche est devenu un port de plaisance.
La commune de Crozon est voisine de celles de Camaret-sur-Mer à l'ouest, de Roscanvel au nord-ouest, de Lanvéoc au nord, de Argol et Telgruc-sur-Mer à l'est.
Le territoire communal est traversé par de petits fleuves côtiers, les principaux étant l'Aber, dont la partie aval forme un marais maritime, protégé désormais car il appartient au Conservatoire du littoral depuis 1980 et le ruisseau de Kerloc'h, qui coule au nord du bourg de Crozon et dont la partie aval forme un assez vaste marais contenant un étang (l'étang de Kerloc'h, protégé depuis 1982 car il appartient lui aussi au Conservatoire du littoral).
Crozon a fait partie du canton de Crozon et, entre 1994 et 2016, de la communauté de communes de la presqu'île de Crozon. Le 1er janvier 2017, l'intercommunalité fusionne avec la communauté de communes de l'Aulne Maritime pour former la communauté de communes Presqu'île de Crozon-Aulne maritime. Cette intercommunalité est membre du pôle métropolitain Pays de Brest.

### Quartiers, lieux-dits et écarts
Plusieurs lieux-dits sont répertoriés dans la commune de Crozon, les principaux sont :
- Aber de Crozon ;
- Tal-ar-Groas ;
- Le Fret ;
- Morgat ;
- Saint-Hernot ;
- Rostudel (village traditionnel dont les maisons sont construites en grès armoricain[4]) ;
- Rostellec, connu principalement pour son cimetière de bateaux ;
- etc.

L'isolement de plusieurs de ces hameaux était tel par le passé qu'ils connaissaient une très forte endogamie : selon un témoignage datant de 1806, à Rostudel, quartier isolé de la pointe de la Chèvre, « les habitants ne se marient qu'entre eux, parce qu'il est très peu d'autres personnes qui veulent ou peuvent habiter ce coin de terre ; on peut en dire autant du quartier de la Palue ». Des témoignages analogues concernent le quartier de Dinan.

#### Plages

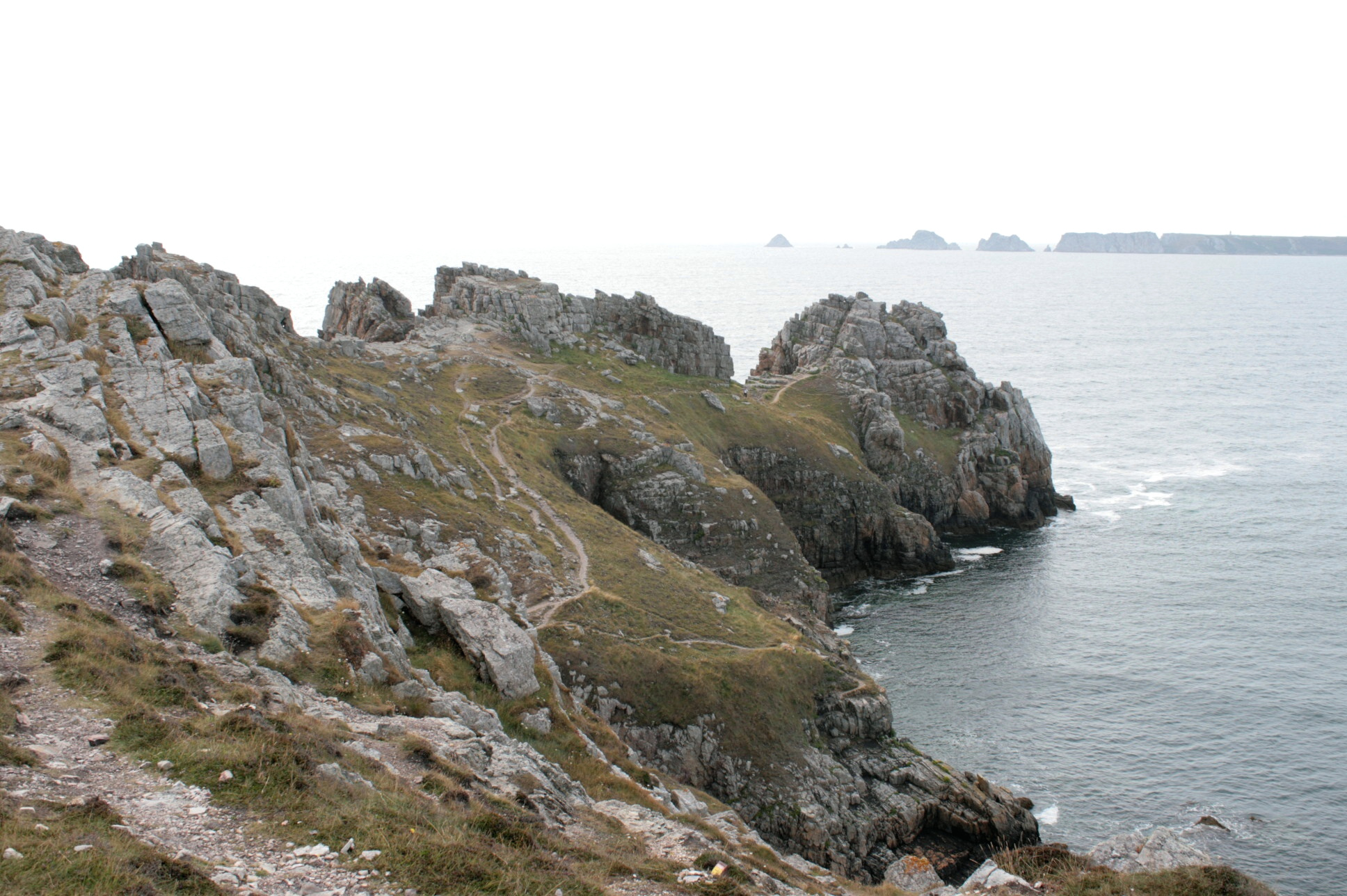
La pointe de Dinan.

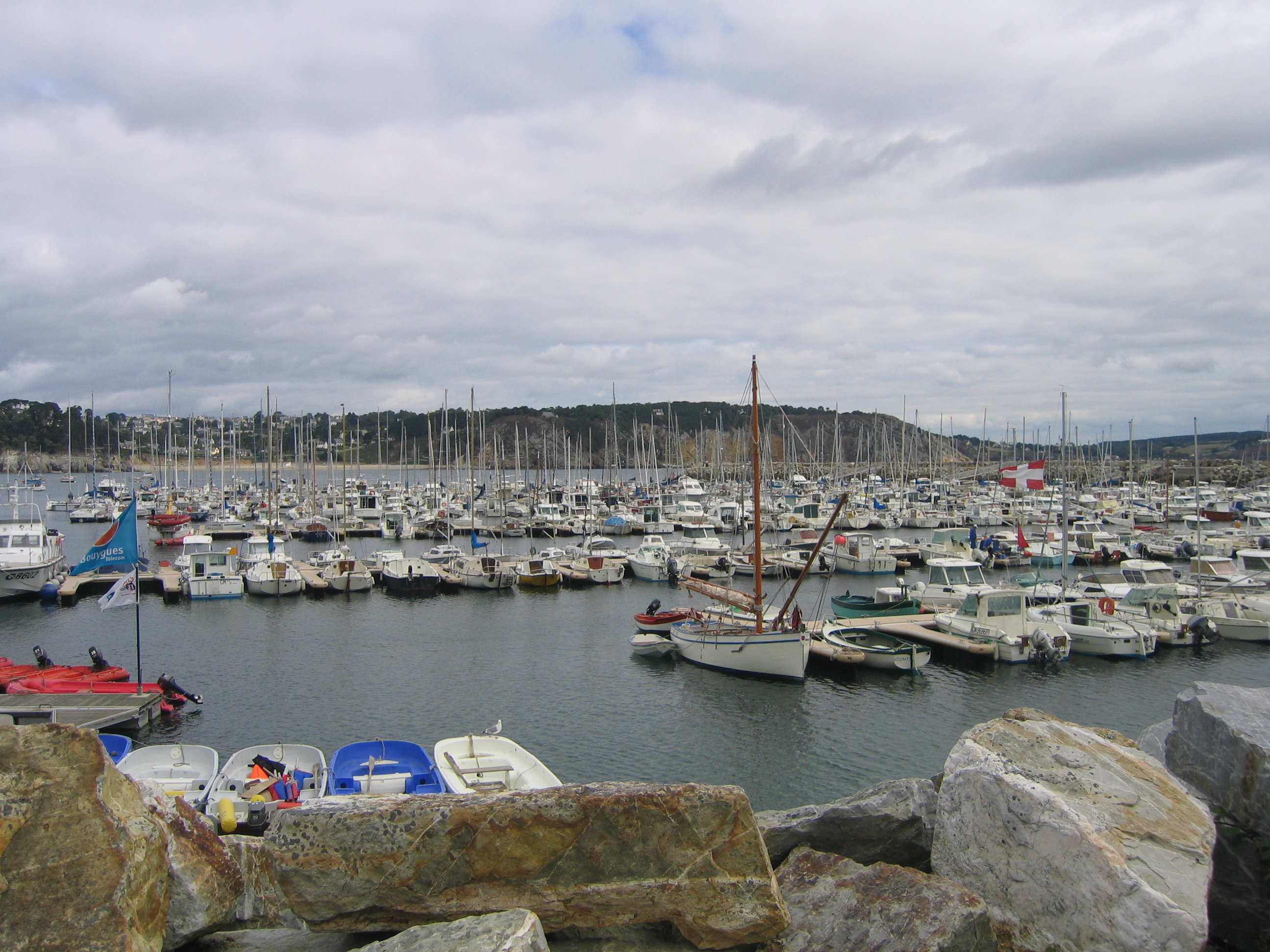
Le port et la plage de Morgat.

La commune de Crozon possède de nombreuses plages : plage de l'Aber, plage de Kersiguénou, plage de Goulien, plage de Lostmarc'h, plage de la Palue, plage de Morgat, plage du Porzic, plage de Postolonnec, plage de la Source, plage de Poul, plage de Trez-Rouz, plage de Kerloc'h.
La plage de l'île Vierge (une petite crique de galets blancs léchée par des eaux translucides et entourée d'une falaise de grès armoricain), au sud de Morgat, a été vantée en 2014 comme étant l'une des plus belles plages d'Europe. D'accès difficile et devenu dangereux en raison de la dégradation du site (la falaise est devenue instable) en raison de la surfréquentation touristique, la municipalité de Crozon a dû interdire l'accès au site, fermé depuis mai 2020 ; néanmoins de nombreux touristes bravent l'interdiction.
La surfréquentation touristique engendre de nombreuses nuisances et un rapport datant de 2016 préconise de limiter, voire d'interdire dans certains cas l'accès direct à certaines plages, ce qui a été décidé en juin 2021 pour la plage de la Palue très fréquentée notamment par les surfeurs qui, jusqu'ici, traversaient en nombre par une route étroite le hameau de la Palue ; désormais le parking est reculé à 1,4 km de la plage et les touristes devront emprunter une navette pour y accéder.

#### Pointes et sites naturels
Le littoral de la commune de Crozon coïncide avec une bonne partie de celui de la presqu'île de Crozon, ; très pittoresque et accidenté, il comprend notamment le cap de la Chèvre, la pointe du Kador, pointe de Dinan, la pointe de Lostmarc'h, la pointe de Kerdra, la pointe de Kerroux, la pointe du Dolmen, la pointe de Rostudel, la pointe de Saint-Hernot, la pointe des Grottes, la pointe du Menhir, la pointe de Trébéron, la pointe de Tréboul (ou pointe du Guern), la pointe du Pouldu. Le GR 34 en fait le tour.
L'Île de l'Aber fait aussi partie de la commune de Crozon, de même que la pointe de Raguenez.

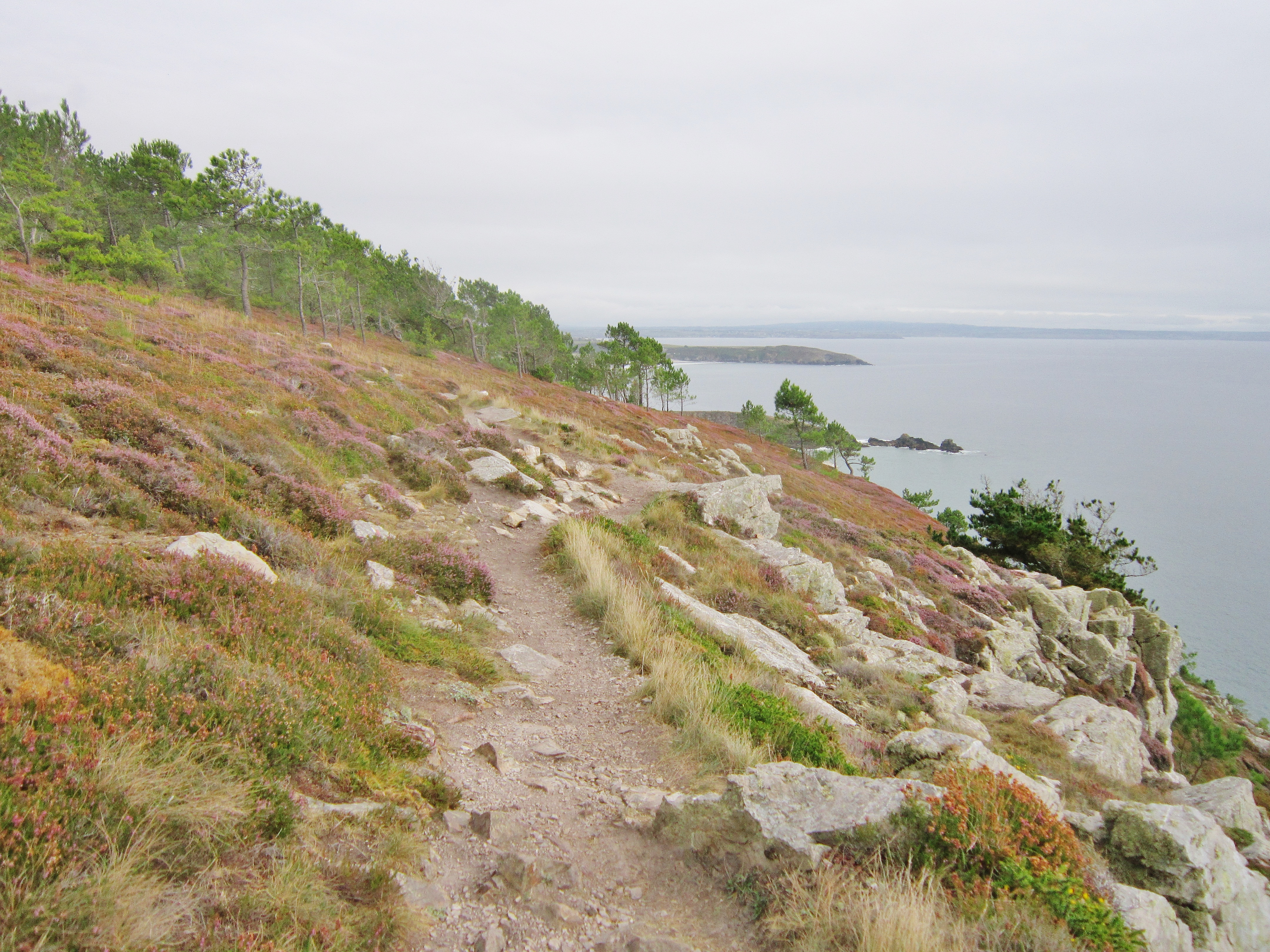
Les falaises du Guern en direction de Telgruc-sur-Mer (le GR 34 traversant les affleurements de grès armoricain et la lande fleurie).
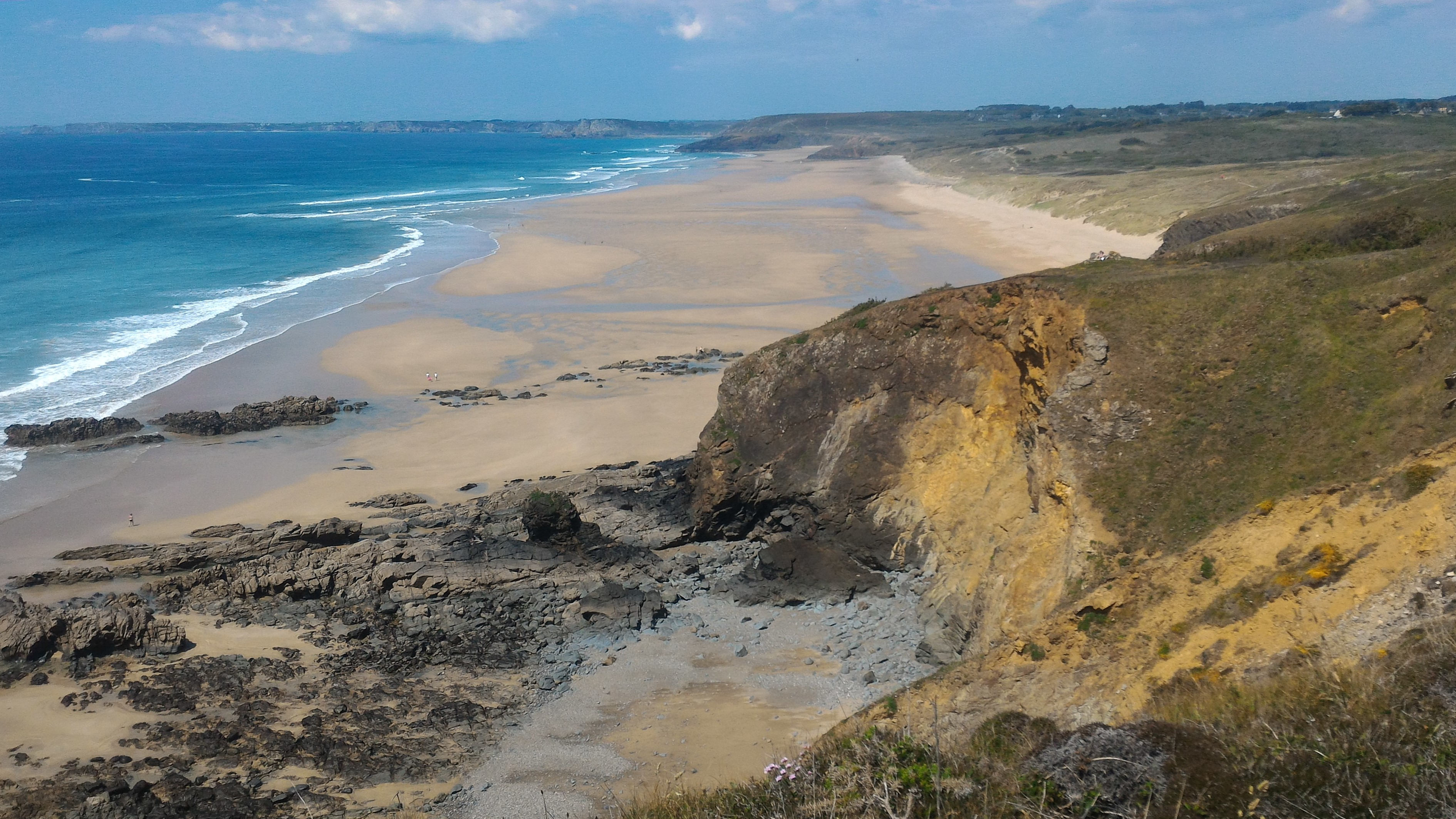
Beg Goul ar Mor et la plage de la Palue depuis Beg ar C'houbez.
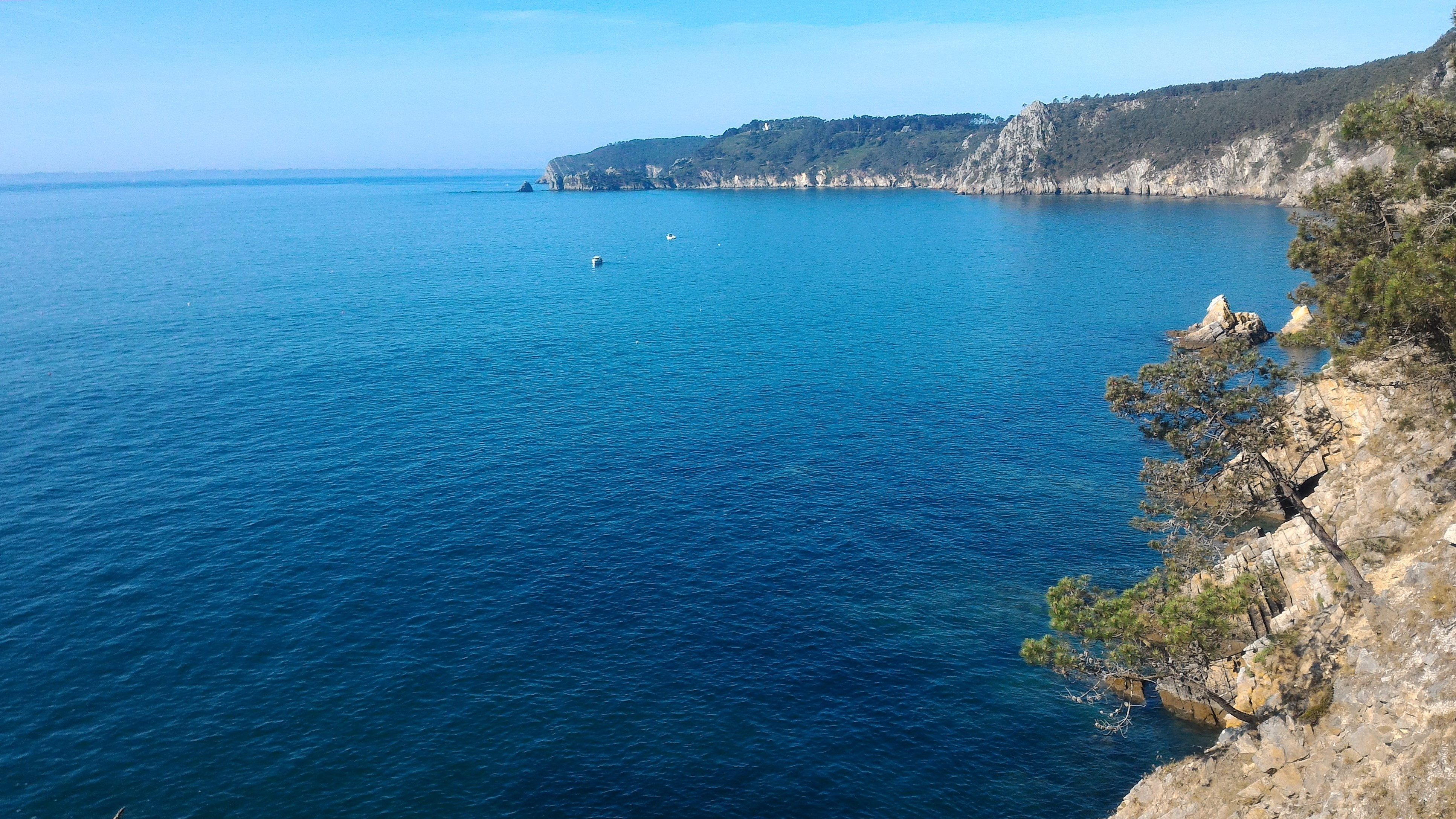
De Morgat au cap de la Chèvre, la Grande Roche, la pointe de Saint-Hernot et la pointe de Rostudel.
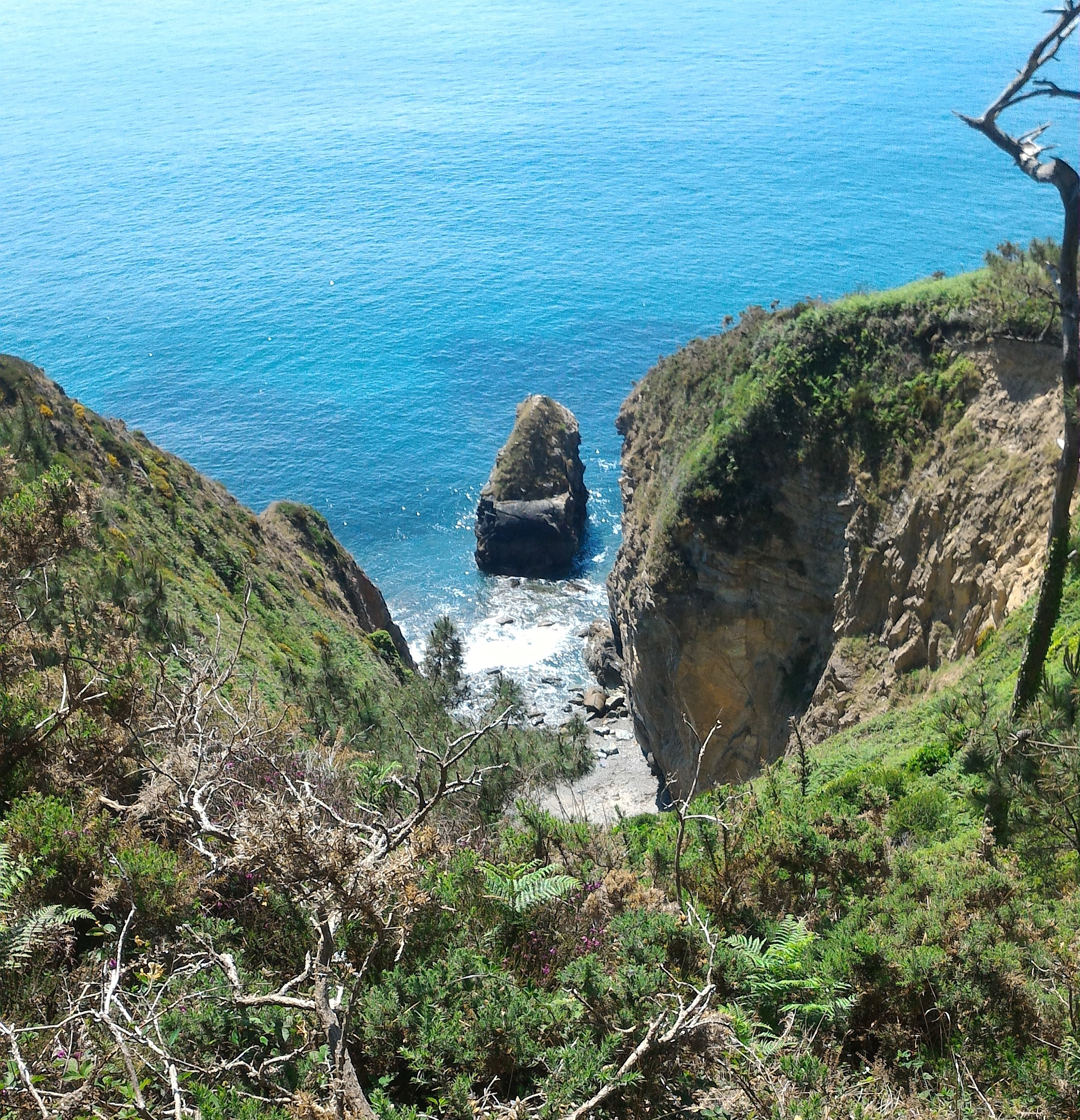
De Morgat au cap de la Chèvre, entre la pointe de Rostudel et la pointe du Dolmen.
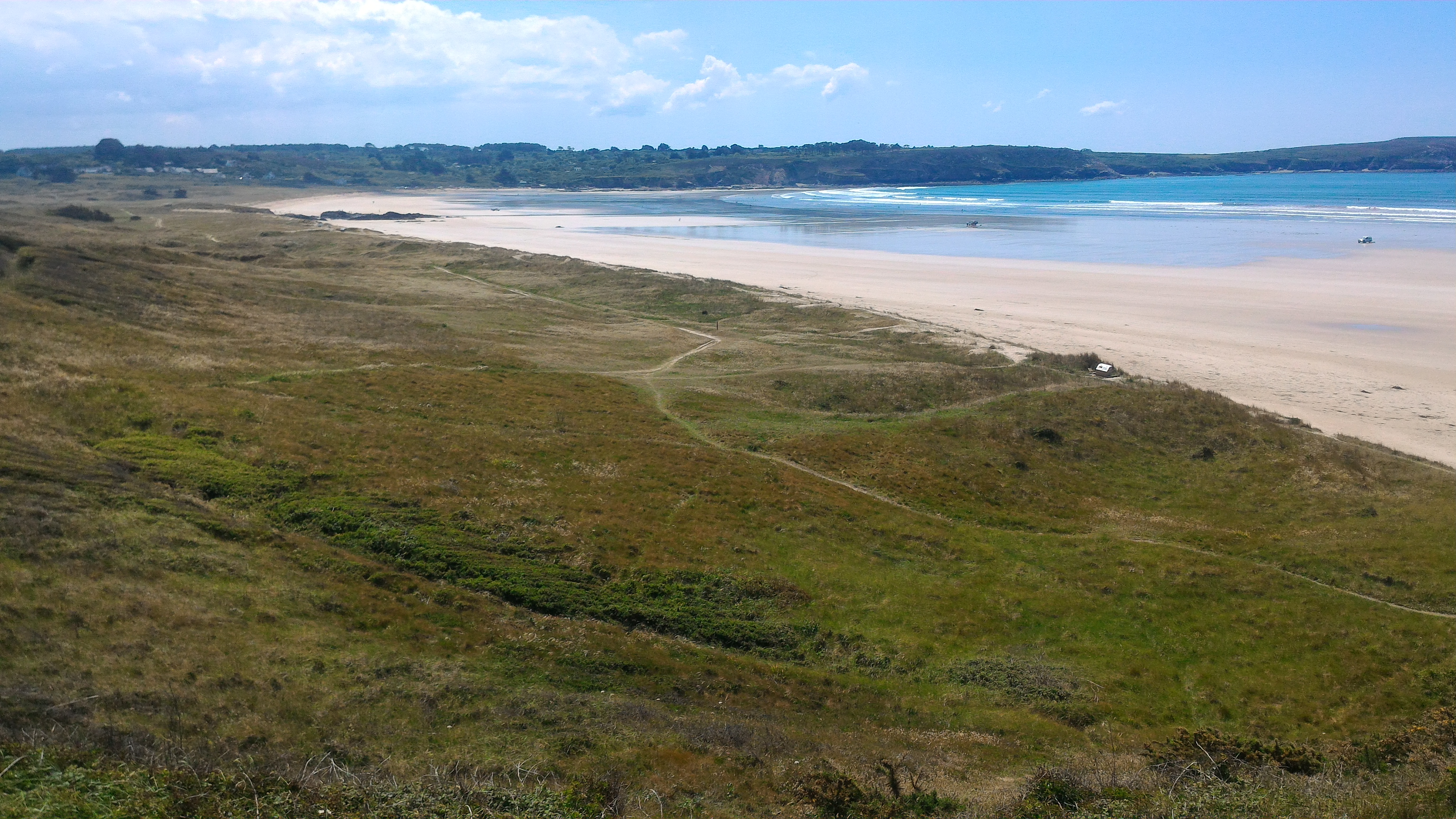
Les dunes et les plages de Kersiguénou et de Goulien.
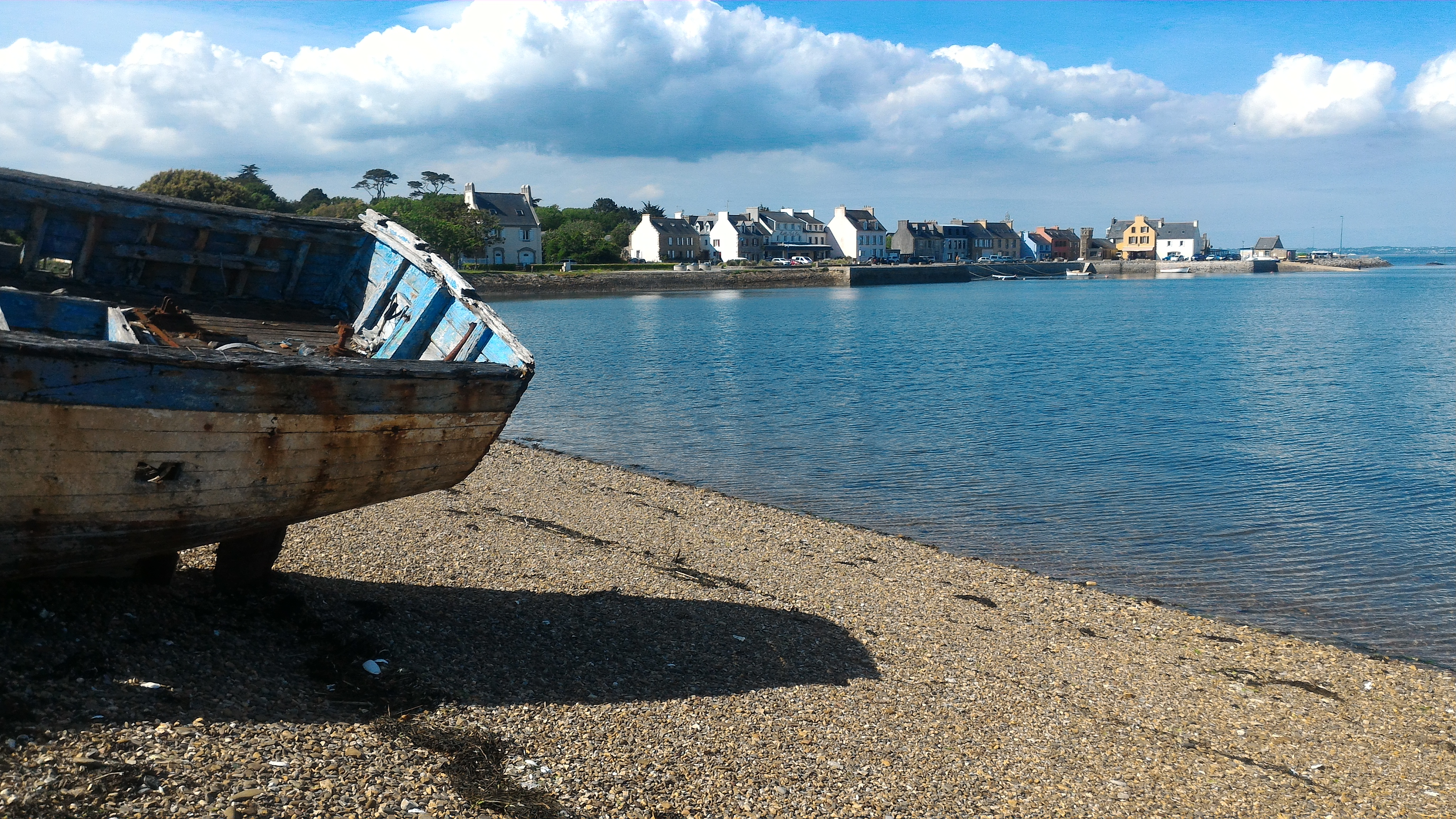
Le Fret, depuis la digue de l'étang.
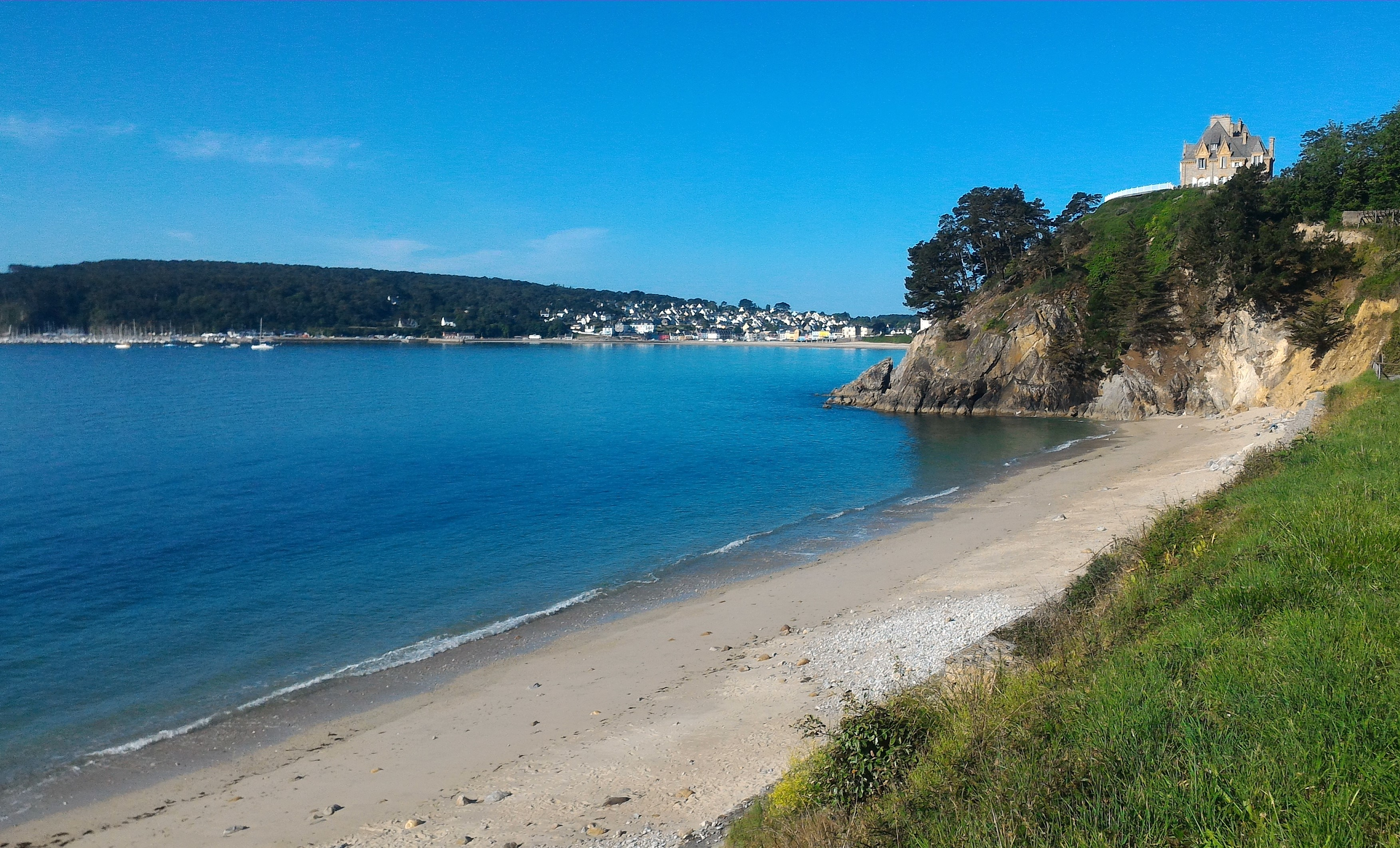
La plage du Porzic, la pointe de Rulianec et Morgat.
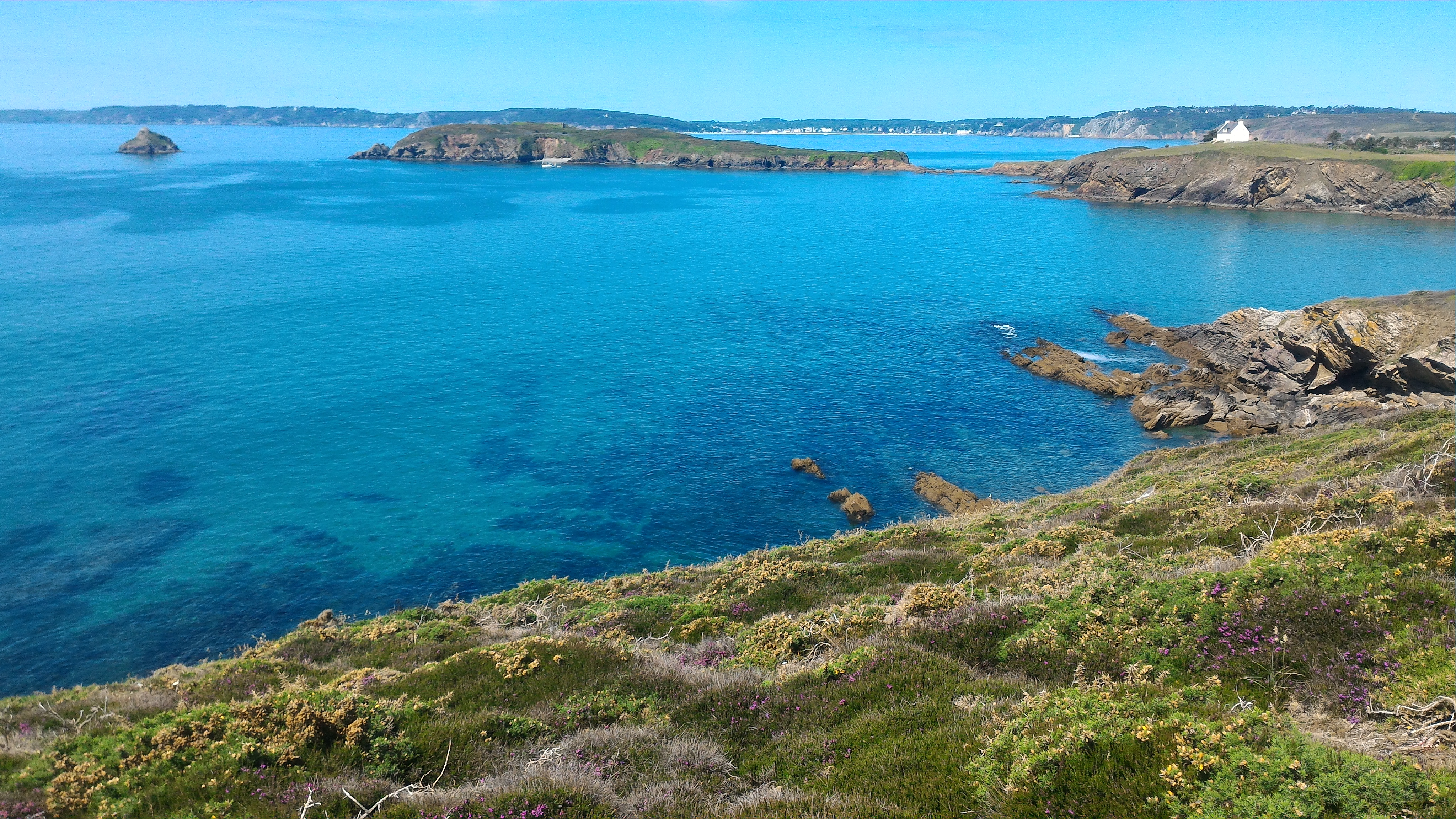
La pointe de Raguenez, l'île et l'îlot de l'Aber.

### Géologie
La réserve naturelle régionale des sites d'intérêt géologique de la presqu'île de Crozon a été créée en 2013. Le four à chaux de Rozan, à l'entrée du site de l'Aber, témoigne de l'existence d'un affleurement calcaire datant de l'Ordovicien ; les falaises de la pointe de Dinan, ainsi que celles du cap de la Chèvre, sont formées de grès armoricain datant également de l'Ordovicien. Des laves en coussins (pillow lavas), de cette même époque, sont visibles sur les falaises de la pointe de Lostmarc'h.
Onze des vingt-sept sites de la réserve naturelle régionale des sites d'intérêt géologique de la presqu'île de Crozon sont situés dans la commune de Crozon, par exemple la discordance du Paléozoïque sur le Briovérien (infra-arénigienne) à Beg ar Gwin et la coulée à pillow lavas dans le Briovérien, coussins aplatis par la déformation synschisteuse également responsable de la verticalisation de la coulée sur le flanc d'un pli à Trez Bihan.

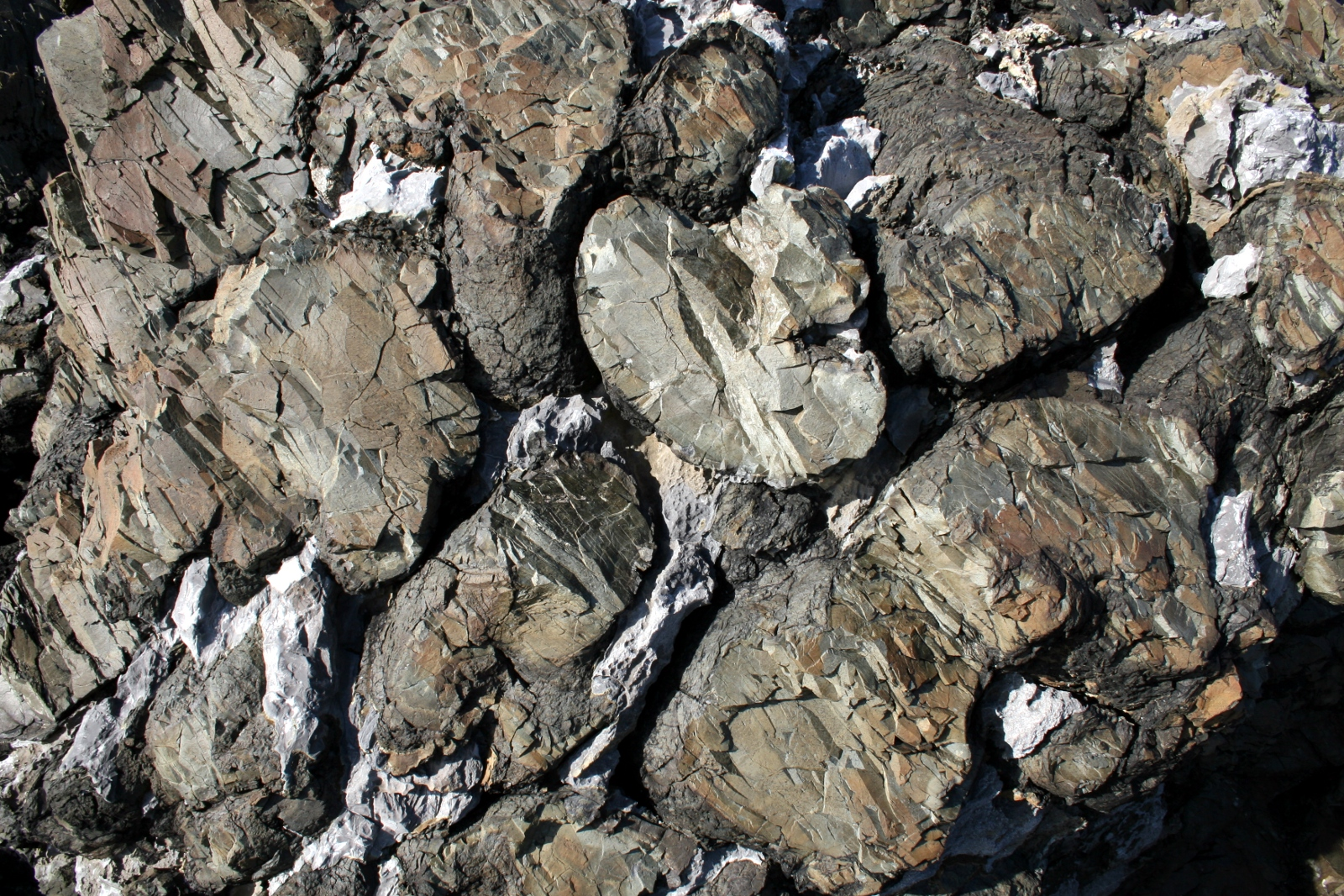
Lave (pillow lavas) datant de l'Ordovicien à la pointe de Lostmarc'h.
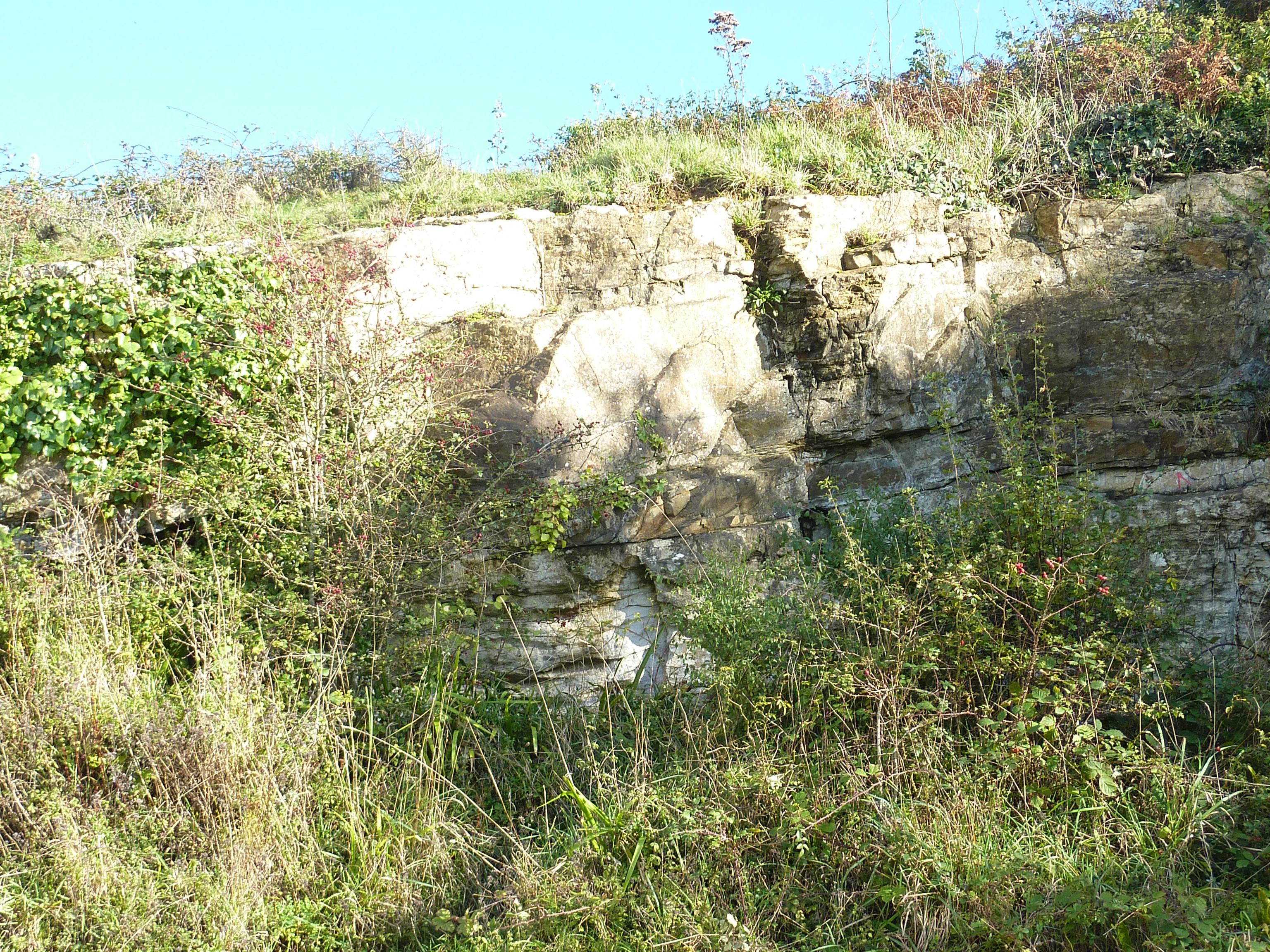
Le gisement de calcaire de Rozan (ria de l'Aber (qui a permis la construction du four à chaux de Rozan).

Pendant l'entre-deux-guerres, la « Société Normande des Mines » fit une demande de concession et d'exploitation de minerai de fer sur une superficie de 4 561 hectares sur le territoire des communes de Lanvéoc, Crozon, Telgruc, Argol et Landévennec, mais cette demande fut rejetée par un décret daté du 20 juillet 1932.

### Hydrographie
Pour un article plus général, voir Réseau hydrographique du Finistère.
La commune est située dans le bassin Loire-Bretagne. Elle est drainée par l'Aber, le Kerloc'h et divers autres petits cours d'eau,.
L'Aber, d'une longueur de 12 km, prend sa source dans la commune d'Argol et se jette  dans la baie de Douarnenez sur la commune. 
Le Kerloc'h, d'une longueur de 17 km, prend sa source dans la commune  et se jette  dans l'anse de Bénodet en limite de Camaret-sur-Mer et de Crozon. 

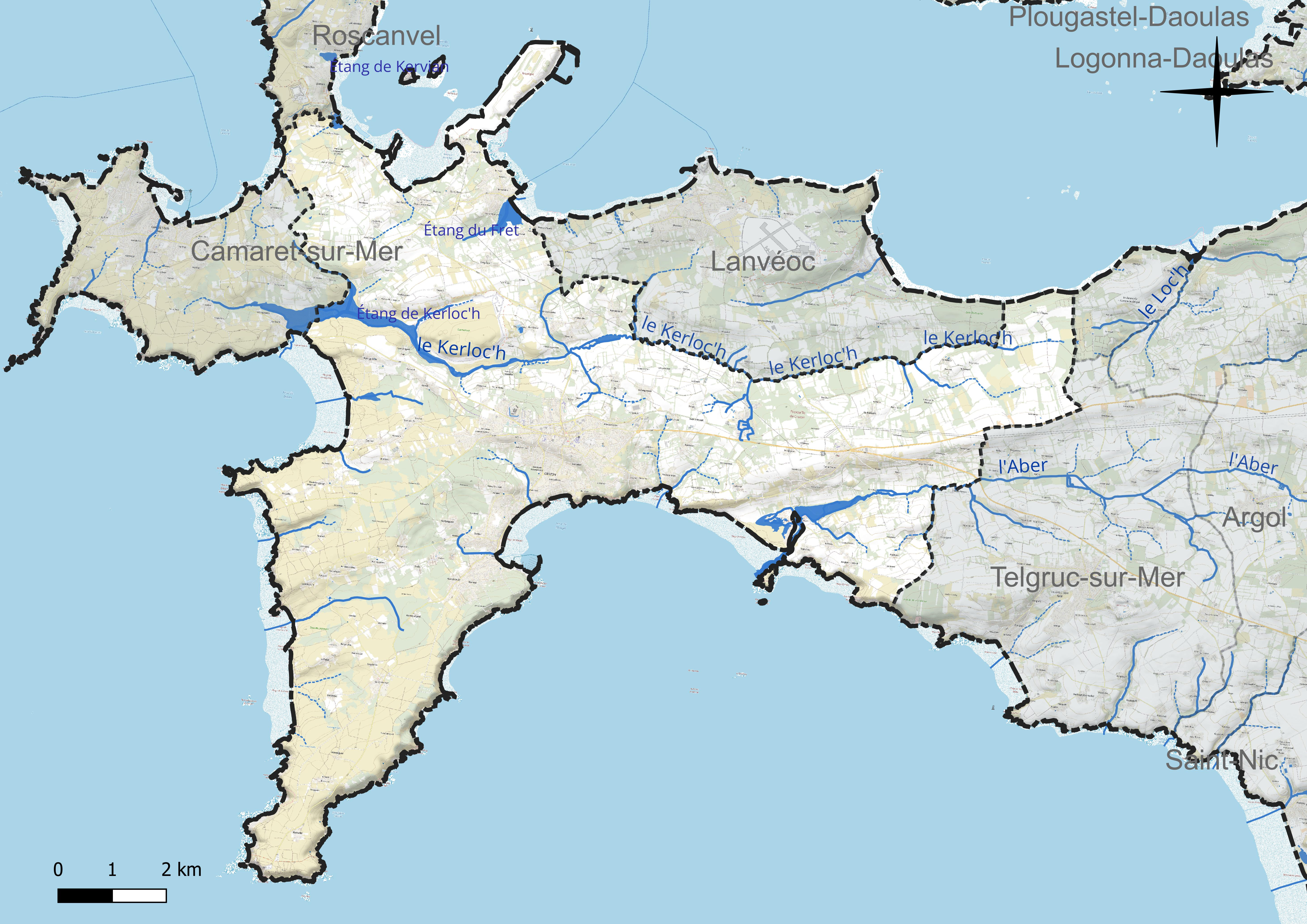
Réseau hydrographique de Crozon.

Deux plans d'eau complètent le réseau hydrographique : l'étang de Kerloc'h, d'une superficie totale de 87,2 ha (60,1 ha sur la commune) et l'étang du Fret (16,3 ha),.

### Climat
Pour des articles plus généraux, voir Climat de la Bretagne et Climat du Finistère.
En 2010, le climat de la commune est de type climat océanique franc, selon une étude du Centre national de la recherche scientifique s'appuyant sur une série de données couvrant la période 1971-2000. En 2020, Météo-France publie une typologie des climats de la France métropolitaine dans laquelle la commune est exposée à un climat océanique et est dans la région climatique  Finistère nord, caractérisée par une pluviométrie élevée, des températures douces en hiver (6 °C), fraîches en été et des vents forts. Parallèlement l'observatoire de l'environnement en Bretagne publie en 2020 un zonage climatique de la région Bretagne, s'appuyant sur des données de Météo-France de 2009. La commune est, selon ce zonage, dans la zone « Littoral », exposée à un climat venté, avec des étés frais mais doux en hiver et des pluies moyennes.  
Pour la période 1971-2000, la température annuelle moyenne est de 11,4 °C, avec  une amplitude thermique annuelle de 10,1 °C. Le cumul annuel moyen de précipitations est de 1 057 mm, avec 16 jours de précipitations en janvier et 8,4 jours en juillet. Pour la période 1991-2020, la température moyenne annuelle observée sur la station météorologique la plus proche, située sur la commune de Lanvéoc à 5 km à vol d'oiseau, est de 12,2 °C et le cumul annuel moyen de précipitations est de 1 030,1 mm,. Pour l'avenir, les paramètres climatiques de la commune estimés pour 2050 selon différents scénarios d'émission de gaz à effet de serre sont consultables sur un site dédié publié par Météo-France en novembre 2022.

## Urbanisme

### Typologie
Au 1er janvier 2024, Crozon est catégorisée bourg rural, selon la nouvelle grille communale de densité à 7 niveaux définie par l'Insee en 2022.
Elle appartient à l'unité urbaine de Crozon, une unité urbaine monocommunale constituant une ville isolée,. Par ailleurs la commune fait partie de l'aire d'attraction de Crozon, dont elle est la commune-centre,. Cette aire, qui regroupe 7 communes, est catégorisée dans les aires de moins de 50 000 habitants,.
La commune, bordée par la mer d'Iroise, est également une commune littorale au sens de la loi du 3 janvier 1986, dite loi littoral. Des dispositions spécifiques d'urbanisme s'y appliquent dès lors afin de préserver les espaces naturels, les sites, les paysages et l'équilibre écologique du littoral, tel le principe d'inconstructibilité, en dehors des espaces urbanisés, sur la bande littorale des 100 mètres, ou plus si le plan local d'urbanisme le prévoit.

### Occupation des sols simplifiée

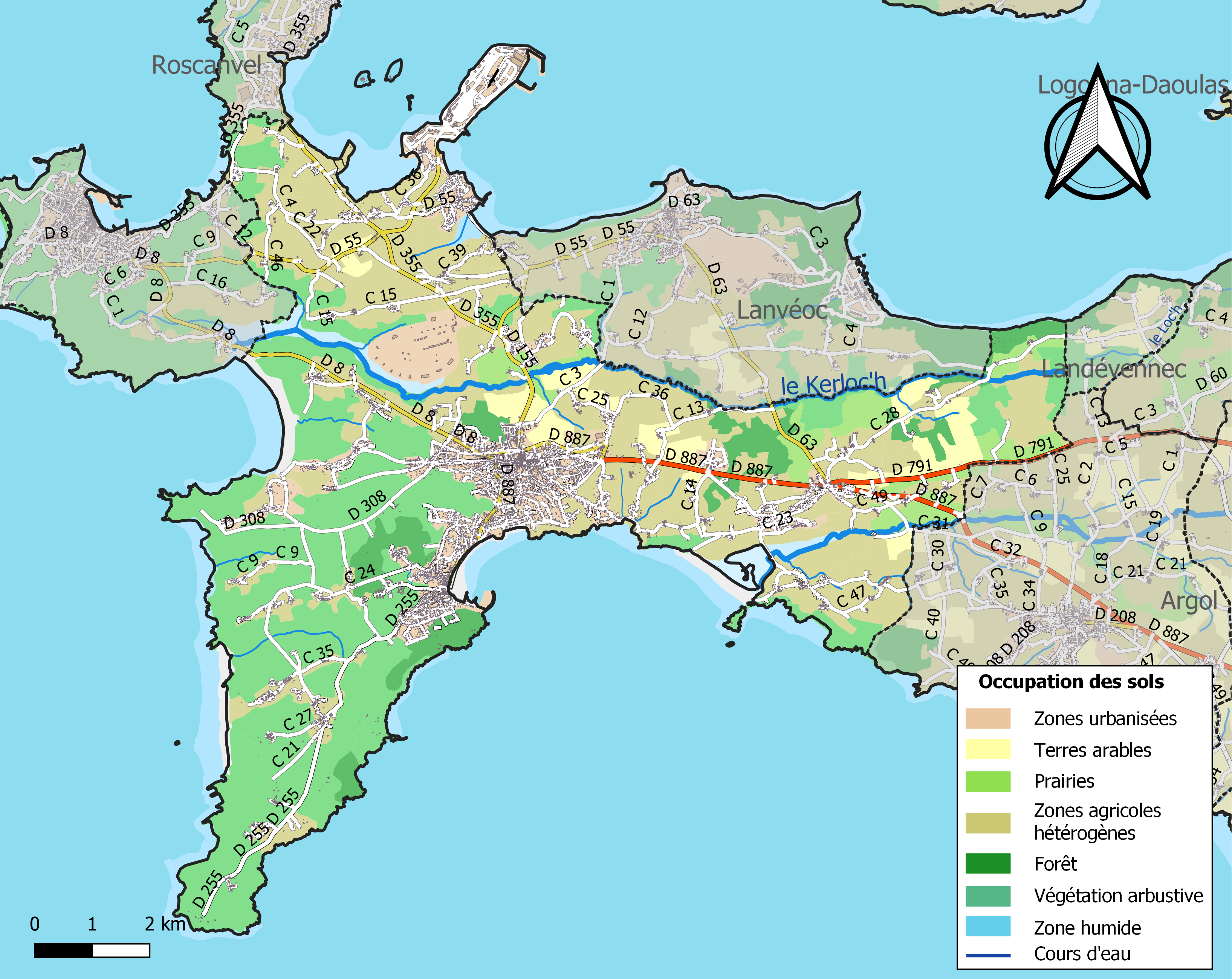
Carte des infrastructures et de l'occupation des sols de la commune en 2018 (CLC).

L'occupation des sols simplifiée de la commune en 2018, telle qu'elle ressort de la base de données européenne d'occupation biophysique des sols Corine Land Cover (CLC), est la suivante : zones agricoles hétérogènes (35,9 %), végétation arbustive ou herbacée (32,0 %), zones urbanisées (10,3 %), forêts (5,8 %), terres arables (4,8 %), prairies (4,7 %), zones industrielles ou commerciales et réseaux de communication (3,6 %), zones humides intérieures (1,2 %), zones humides côtières (1,2 %), espaces ouverts sans ou avec peu de végétation (0,2 %), eaux maritimes (0,2 %).

### Occupation des sols détaillée
Le tableau ci-dessous présente l'occupation des sols détaillée de la commune en 2018, telle qu'elle ressort de la base de données européenne d'occupation biophysique des sols Corine Land Cover (CLC).
| Type d'occupation                                                                   | Pourcentage | Superficie (en hectares) |
| ----------------------------------------------------------------------------------- | ----------- | ------------------------ |
| Tissu urbain discontinu                                                             | 10,3 %      | 827                      |
| Zones industrielles ou commerciales et installations publiques                      | 2,1 %       | 171                      |
| Zones portuaires                                                                    | 1,5 %       | 119                      |
| Terres arables hors périmètres d'irrigation                                         | 4,8 %       | 390                      |
| Prairies et autres surfaces toujours en herbe                                       | 4,7 %       | 375                      |
| Systèmes culturaux et parcellaires complexes                                        | 28,6 %      | 2301                     |
| Surfaces essentiellement agricoles interrompues par des espaces naturels importants | 7,4 %       | 592                      |
| Forêts de feuillus                                                                  | 2,3 %       | 182                      |
| Forêts de conifères                                                                 | 3,0 %       | 247                      |
| Forêts mélangées                                                                    | 0,5 %       | 39                       |
| Pelouses et pâturages naturels                                                      | 0,3 %       | 27                       |
| Landes et broussailles                                                              | 28,7 %      | 2307                     |
| Forêt et végétation arbustive en mutation                                           | 3;0 %       | 240                      |
| Plages, dunes et sable                                                              | 0,2 %       | 20                       |
| Marais intérieurs                                                                   | 1,2 %       | 100                      |
| Marais maritimes                                                                    | 0,7 %       | 54                       |
| Zones intertidales                                                                  | 0,5 %       | 43                       |
| Mers et océans                                                                      | 0,2 %       | 18                       |
| Source : Corine Land Cover                                                          |             |                          |

## Héraldique
| Blason de Crozon | Le blason de Crozon. D'or au lion morné de sable, à la bordure de gueules chargé en chef, à dextre et à senestre d'une macle d'or. Devise : Etre daou vor (Entre deux mers) |

## Toponymie
Le nom breton de la commune est Kraozon (Kraon correspond à la prononciation locale).
Le toponyme provient probablement du celtique [*cravo], « lieu pierreux ». En 1162, Crozon est signalée sous la forme Crahaudon, composée de cravo (lieu pierreux en celtique) et de dunon (colline fortifiée en gaulois), signifiant littéralement « colline pierreuse fortifiée ».

## Histoire

### Préhistoire-Protohistoire
Durant la Préhistoire, les populations locales ont édifié plusieurs ensembles mégalithiques d'importance (Landaoudec, Ménesguen), désormais détruits ou dont des fouilles sont en cours. Il en est de même de plusieurs alignements mégalithiques (alignement de Lostmarc'h, menhirs de Raguenez), menhirs et dolmens. Le dolmen de Rostudel est le seul dolmen conservé en assez bon état de toute la commune. Le premier crâne préhistorique trépané trouvé en France le fut en 1843 à Lostmarc'h lors des fouilles, dirigées par le chevalier de Fréminville, d'un cimetière renfermant des dizaines de squelettes exhumés à la suite d'une tempête.
La construction de l'éperon barré de Kastell Lostmarc'h et celle de l'énigmatique site de Ty-ar-C'huré sont datées de l'âge du fer (vers 500 av. J.-C.).

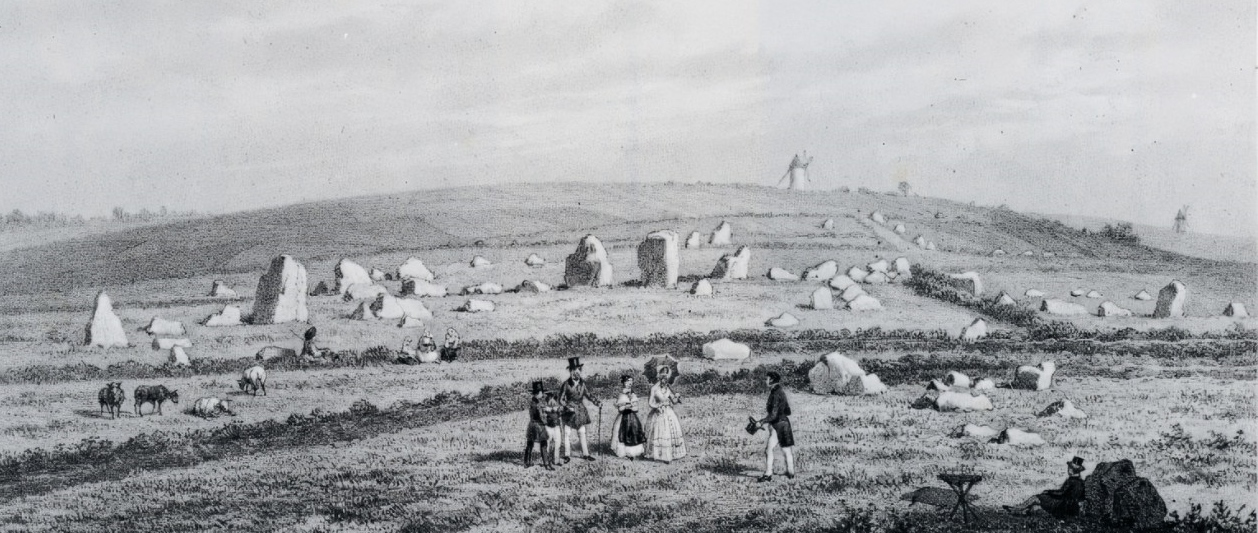
Alignements de Landaoudec en 1838.
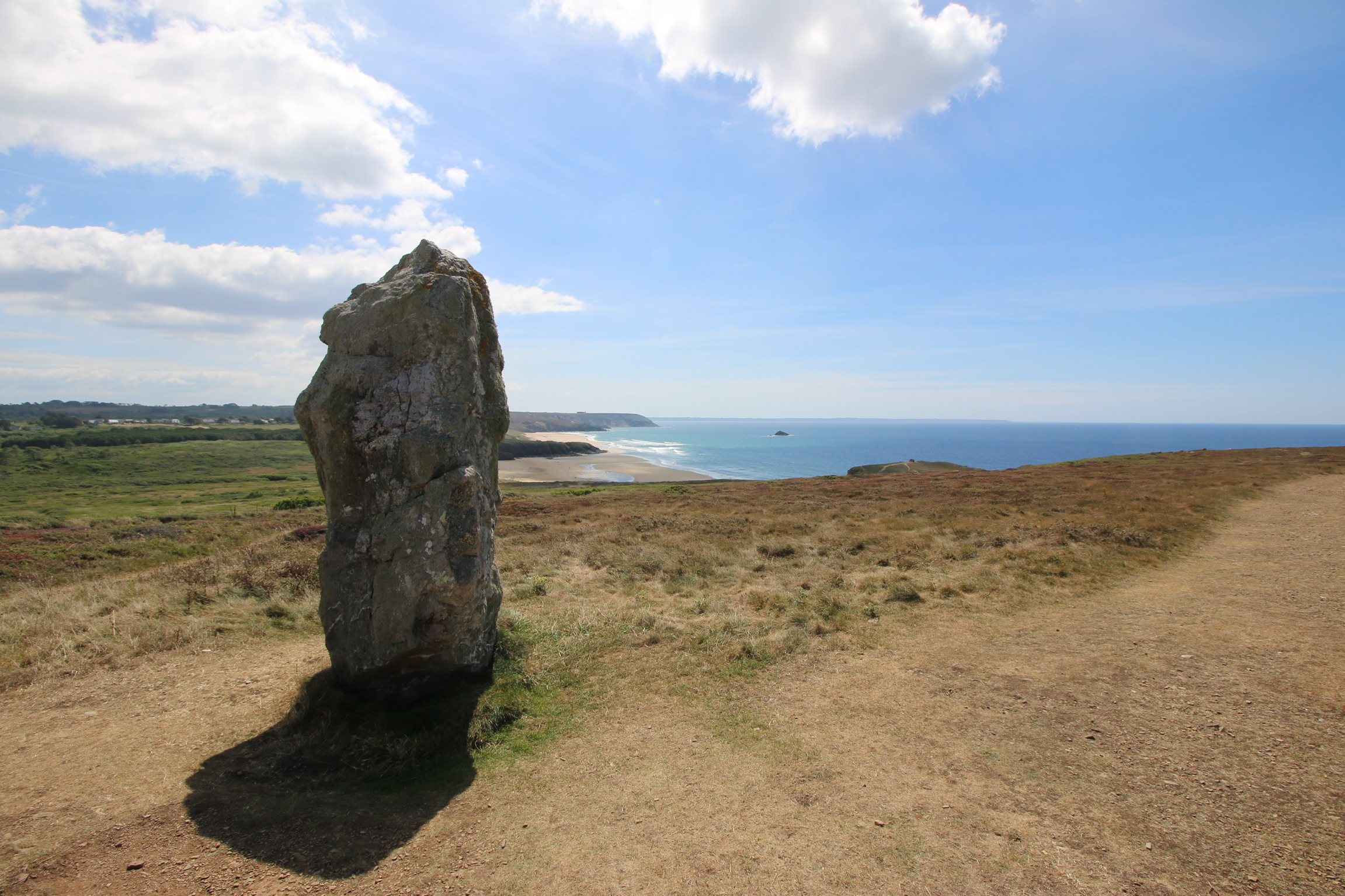
Menhir subsistant de l'alignement de Lostmarc'h.
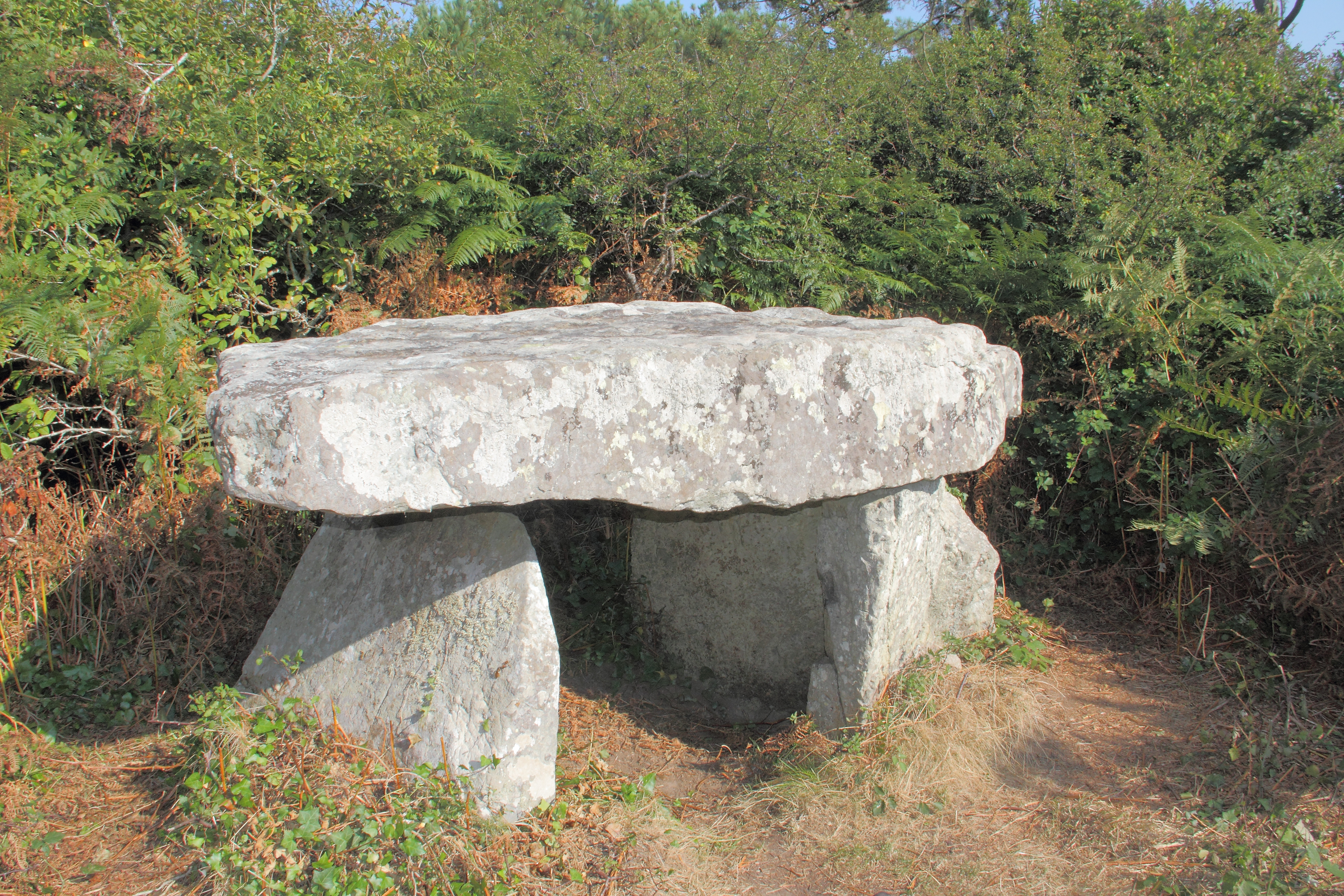
Dolmen de Rostudel.
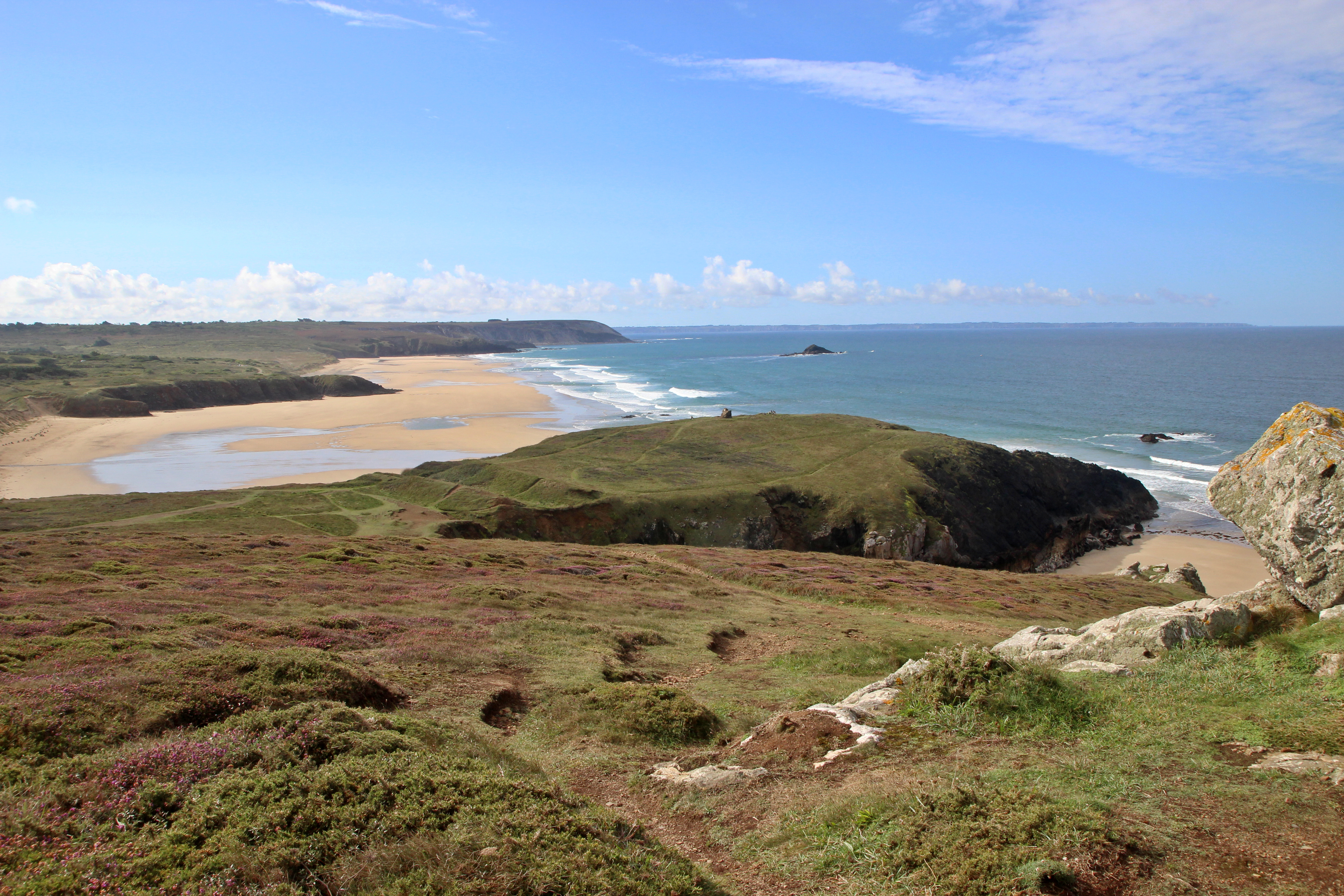
Kastell Lostmarc'h.
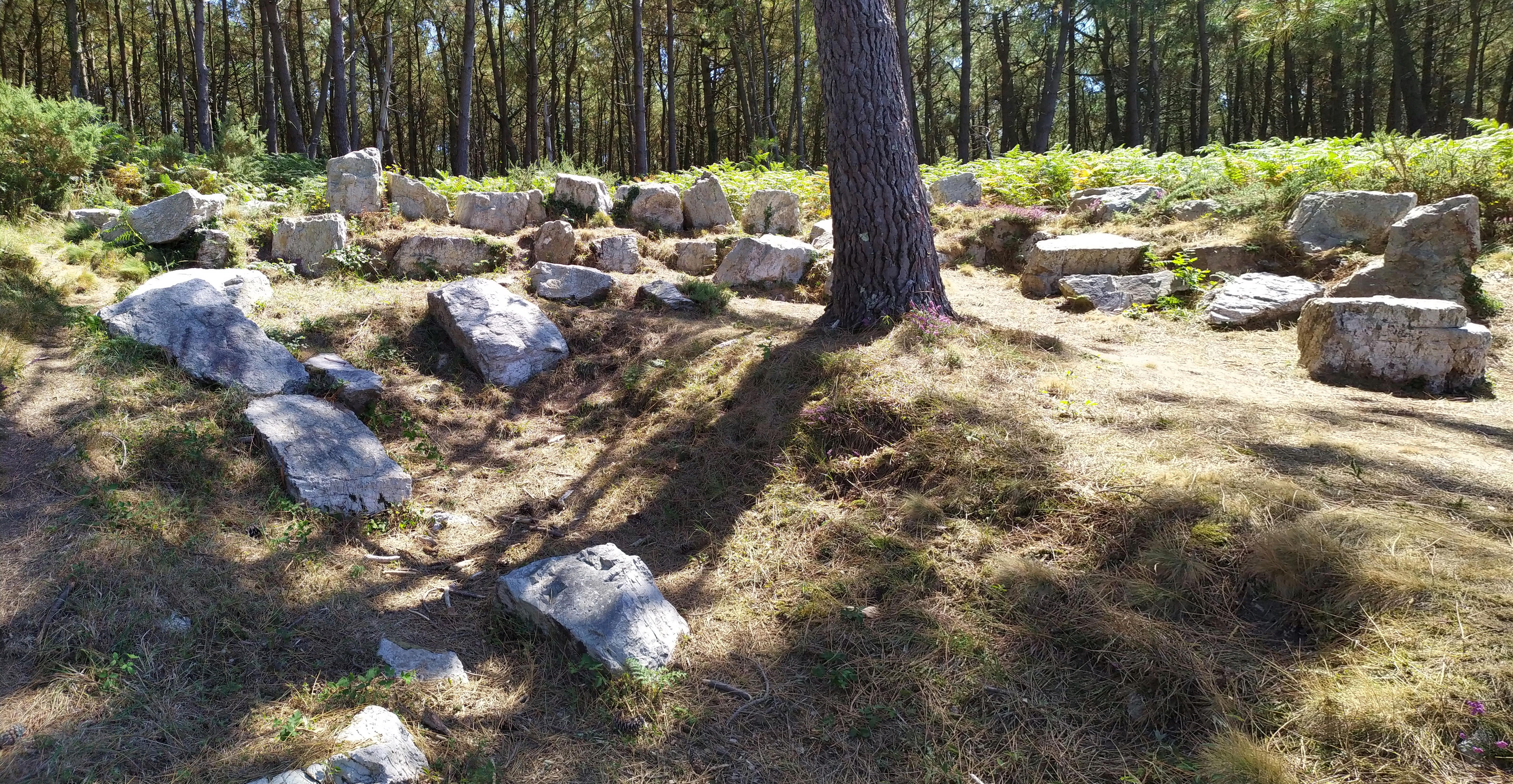
Enceinte de Ty-ar-C'huré.

### Antiquité
Deux statuettes en bronze représentant l'une un cheval, l'autre un bovidé, probablement d'origine gallo-romaine, ont été trouvées en 1931 à Saint-Fiacre.

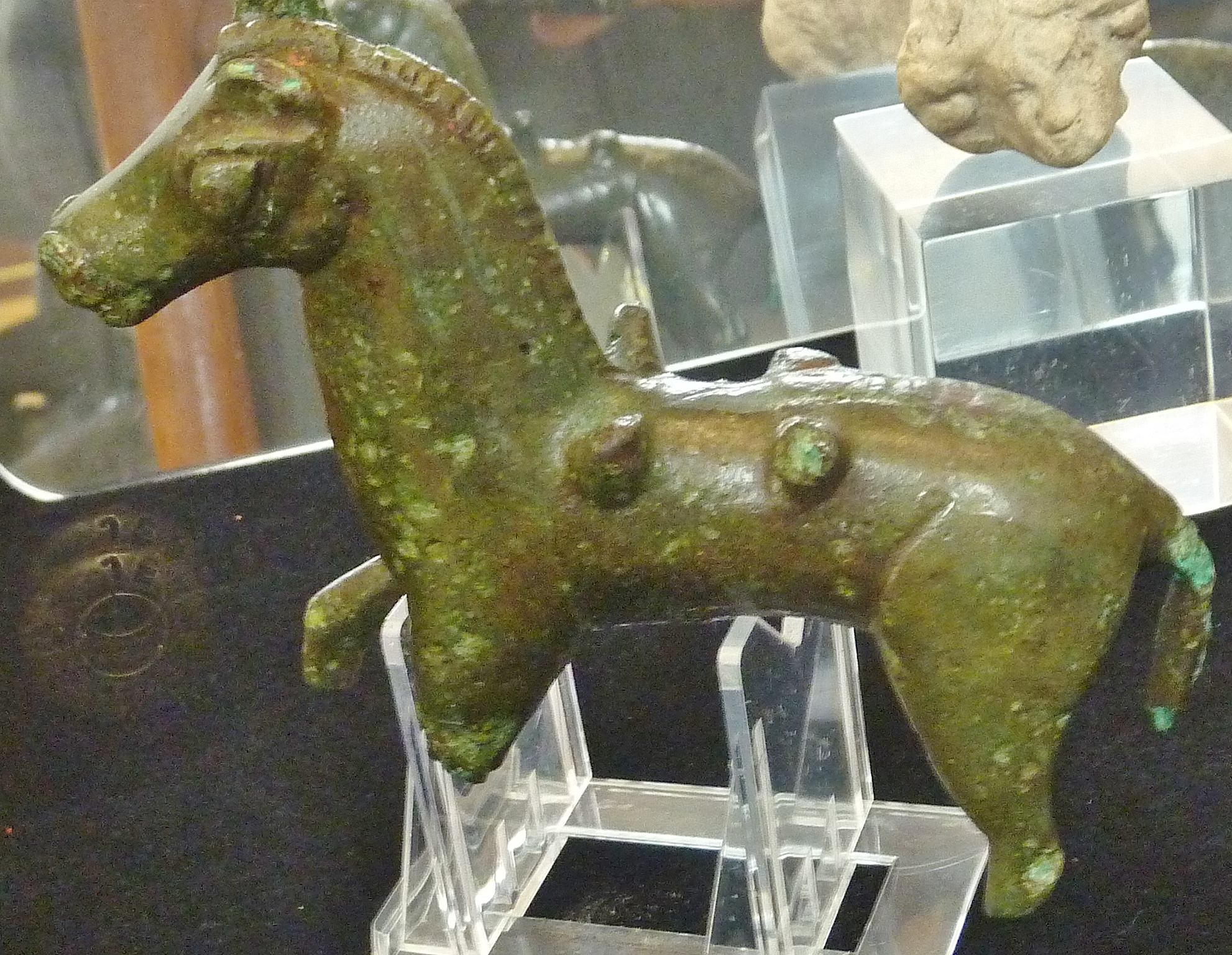
Cheval en bronze trouvé à Saint-Fiacre en Crozon (Musée de la Préhistoire finistérienne de Penmarc'h)
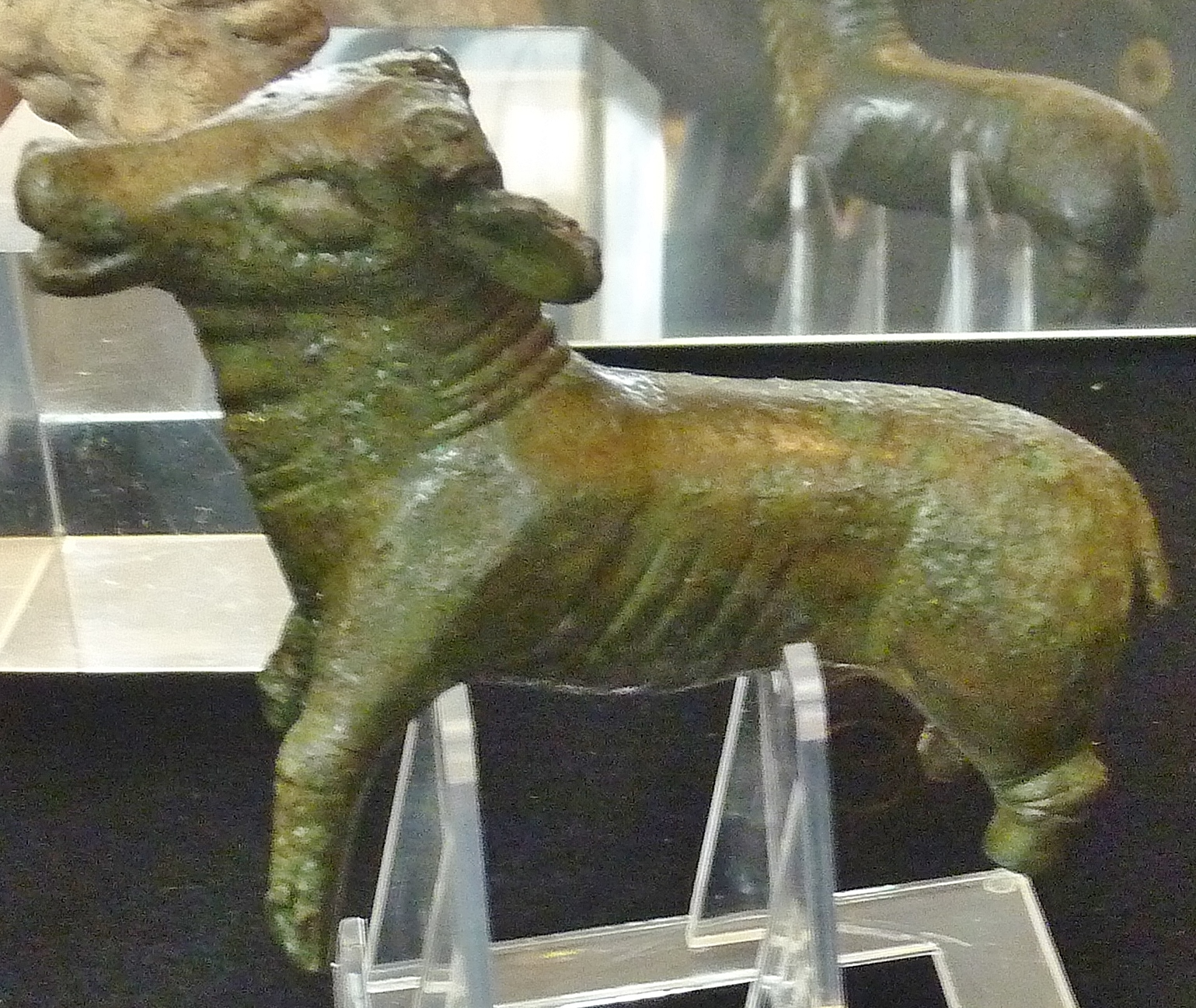
Bovin en bronze trouvé à Saint-Fiacre en Crozon (Musée de la préhistoire finistérienne de Penmarc'h)

En février 1843, à la suite des déplacements de sable provoqués par les ouragans du mois de janvier, qui avaient engloutis partiellement les hameaux de la Palue, Lesteven et Brégoulou, des ossements humains, ainsi que deux médailles d'époque romaine, furent trouvés dans les dunes situées en bordure de la plage de la Palue, à proximité de l'ancien camp romain situé à proximité à Lostmarc'h.
Une voie romaine venant de Vorganium passait par la chapelle de Lospars en Châteaulin, Dinéault, 2,4 km au sud d'Argol, Crozon et la chaussée de l'anse du Kerloc'h pour parvenir à Camaret.
Un trésor monétaire datant du IIIe siècle a été trouvé à Morgat.
Trois voies romaines principales semblent avoir desservi la presqu'île de Crozon, l'une venant probablement de Vorganium, franchissant l'Aulne à Térénez et convergeant en direction de Crozon à Tal-ar-Groas avec une seconde venant probablement de Vorgium via Châteaulin ; la troisième venait d' Aquilonia, un embranchement venant de Douarnenez, via la Lieue de Grève (à Pentrez).

### Moyen Âge
La paroisse de Crozon englobait lors de sa création au Haut Moyen Âge les paroisses de Camaret, Roscanvel, ainsi que la commune actuelle de Lanvéoc. Le comté de Crozon, selon Jean-Baptiste Ogée, aurait d'abord appartenu aux comtes de Cornouaille, dont descendrait notamment la famille de Rosmadec.
La famille de Crozon, dont la motte féodale se trouvait à l'emplacement de l'actuel fort de Lanvéoc, était seigneur de Crozon : le plus ancien membre connu de cette famille est Riwalen de Crozon, né vers l'an 1000 ; une de ses filles Onguen de Crozon fut l'épouse d'Orscand de Cornouaille, qui fut évêque de Cornouaille entre 1022 et 1074. Par la suite, au XIIe siècle et XIIIe siècle, le comté de Crozon fut possédé par des cadets de la famille de Léon, avant de passer aux mains de la famille de Rohan en raison du mariage en 1349 de Jeanne de Léon (fille d'Hervé VII de Léon), dame de Crozon et de Kéménet-Even (Quéménéven), avec Jean Ier, vicomte de Rohan ; Pierre II de Rohan, comte de Crozon vers 1450,a son monument funéraire à l'abbaye de Landévennec ; la famille de Rohan reste seigneur de Rohan et de Quéménet jusqu'en 1623.
La paroisse de Crozon possédait plusieurs autres maisons nobles : aux environs du XIIe siècle les seigneuries de Trébéron, Hirgars, Poulic, Quélern, Keramprovost, Gouandour, etc.. « En 1430, Ker-Hiohal, à Alain Ker-Languy, sieur de Tréménec ; le manoir de Ker-Levé, à Yves Le Gentil, qui eut plusieurs enfants, entre autres une fille nommée Louise, qui épousa, en présence de Louis XI et de la Reine, Charles d'Odé, sieur de Maillebois, gouverneur de Caen ; les manoirs de Hirgari, de Clequel, de l'Erdevy, de Penfort, de Pennanguen, de Brentmel, de Sequerton, de Lesberan, de Brapzell, de Lannahan, de Ker-Manoën, de Trefneidic, de Lefgrinez, de Lefchomat, de Ker-Anprevouet ; et les terres de Ker-Leftenouant, de Tréguier, de Leddonendeuc, de Benzit, de Rofteillec, de Saint-Brieuc, de Ker-Gueguen et de Kerdiec ».
Au XVe siècle le servage subsistait encore dans la seigneurie de Crozon (il avait disparu dès le XIe siècle sur les terres de l'abbaye de Landévennec). Il s'agissait du servage « mottier », nommé ainsi car le serf, ainsi que sa descendance, était attaché à sa terre ou « motte » (sauf à se réfugier durant un an et un jour dans une ville ducale, par exemple Châteaulin, devenant alors « franc au duc », c'est-à-dire un homme libre) et devait à son seigneur une redevance annuelle

« En 1453, les Anglais firent une descente à Crozon, dans le dessein de faire des ravages en Bretagne ; mais le duc Pierre II donna des ordres si précis à ses troupes, qu'elles les attaquèrent avec le plus grand courage, et les forcèrent de regagner promptement leurs vaisseaux, pour échapper au péril pressant qui les menaçait. »

Étant donné son importance, la cure de Crozon était attribuée à des notables, souvent d'origine noble, comme Charles du Dresnay, cité en 1442 ; Alain de Rosmadec, mort en 1474 ; Geoffroy de Tréanna, recteur entre 1486 et 1496 et en même temps chanoine de la cathédrale de Quimper, etc..
En 1460 le pape Pie II publie une bulle d'excommunication contre les pirates de Camaret et de Crozon. En 1477 une caravelle espagnole retenue en baie de Morgat par des vents contraires fut prise, convoyée sur Brest et pillée par des pirates venus du Conquet.

### Renaissance
« Le 14 mai 1541, le seigneur de Rohan ayant exposé au roi François Ier et au dauphin, duc de Bretagne, que dans les terres et seigneuries de Crozon, Quéménet et Daoulas, il a droit de haute, moyenne et basse justice, de sceaux et contrats, et d'y instituer notaires et tabellions (...). Le roi permit d'y établir; sçavoir dans la juridiction de Crozon huit notaires, dans celle de Quéménet dix notaires et tabellions, et dans celle de Daoulas huit notaires et tabellions ; avec ordre au seigneur de Rohan et à ses officiers de ne nommer à ces charges que des personnes capables de les remplir. »

En 1543, Ambroise Paré, qui accompagne René Ier de Rohan venu défendre la province, trouve « la population en armes, le tocsin sonnant de toutes parts » en raison de la menace d'un débarquement anglais finalement écarté. Il en profite pour décrire le jeu de la lutte bretonne alors déjà pratiquée.
Pendant les Guerres de la Ligue, le 17 novembre 1594, le maréchal d'Aumont prit d'assaut le "fort de Crozon" (situé en fait à la Pointe des Espagnols dans l'actuelle commune de Roscanvel) ; « presque tous les Espagnols périrent » précise Louis-Guillaume Moreau, qui rajoute : « Le siège de Crozon [en fait du fort de Crozon] fut le plus glorieux et le plus terrible qui eut lieu en Bretagne sous la Ligue ».

### Époque moderne
Le port de Crozon, en fait le port d'échouage sur fond de sable et de vase de Morgat, était important au XVIe siècle (par exemple 40 bateaux de Crozon fréquentent le port d'Arnemuiden, avant-port d'Anvers en 1520-1521) et garde une certaine activité de cabotage au XVIIe siècle (9 bateaux enrigistrés à Bordeaux en 1682). En 1623, Sébastien II de Rosmadec, baron de Molac, gouverneur de Quimper, achète la seigneurie de Crozon posssédée jusque-là par les Rohan, portant les titres de comte de Crozon et seigneur de Quéménet ; en 1647 il vend l'ensemble de sa seigneurie de Rosmadec, Crozon, Porzay et Camaret à Jean III du Han, conseiller au Parlement de Bretagne, époux de Claude de Goulaine, baronne du Poulmic. L'ensemble de la presqu'île de Crozon, excepté la seigneurie abbatiale de Landévennec, se trouve alors sous l'autorité d'un seul seigneur. La terre de Poulmic est érigée en marquisat en 1651 au bénéfice de Jean III du Han.
Au début du XVIe siècle, la paroisse de Crozon reçut, probablement de Rome, des reliques des Dix Mille Martyrs (des légionnaires romains convertis au christianisme et crucifiés sous le règne de l'empereur Hadrien) et construisit, dans l'église paroissiale, un reliquaire pour les conserver et un retable pour les honorer.

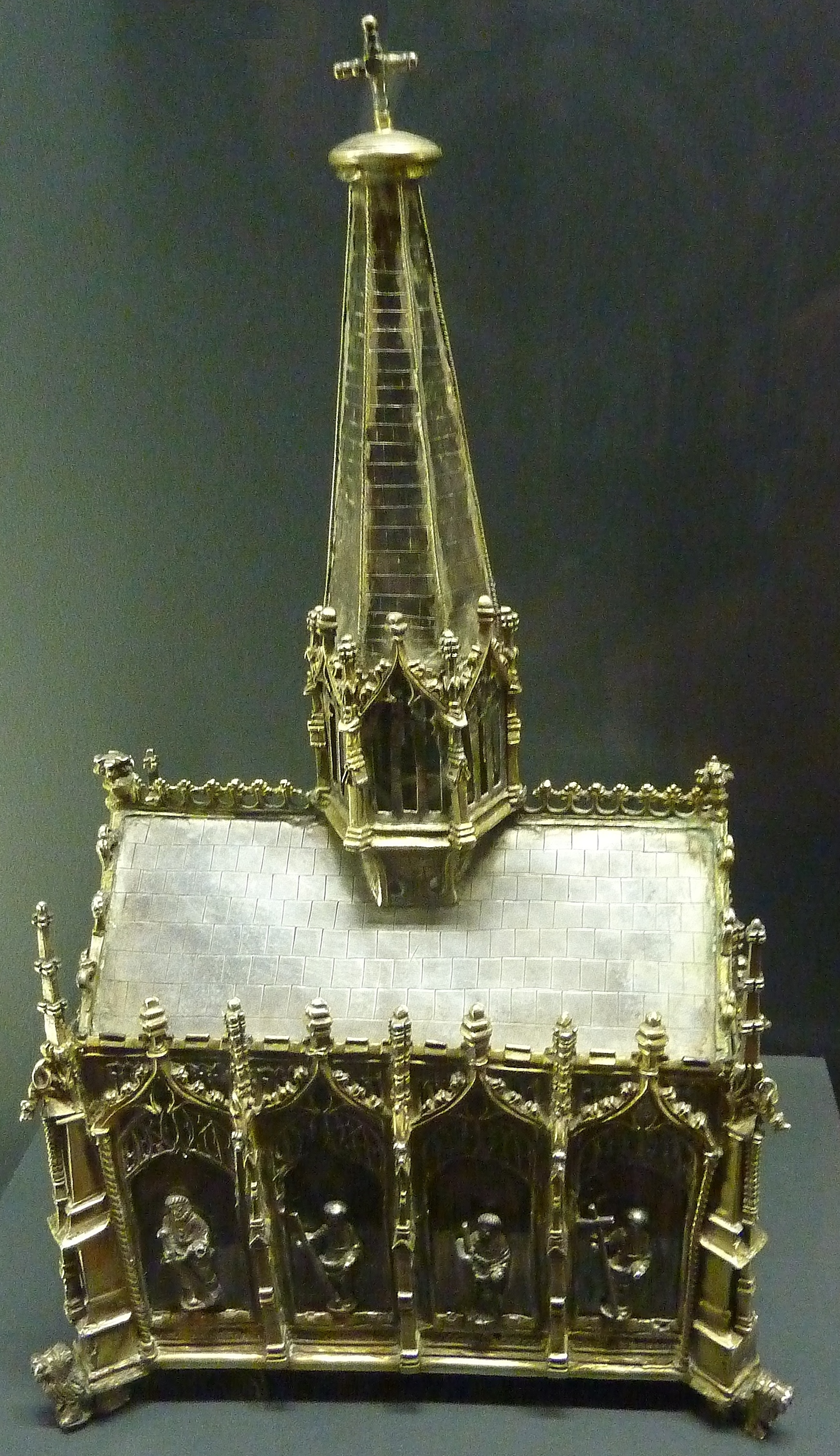
Crozon, église paroissiale Saint-Pierre, reliquaire des Dix Mille Martyrs (1re  moitié du XVIe siècle, musée départemental breton)
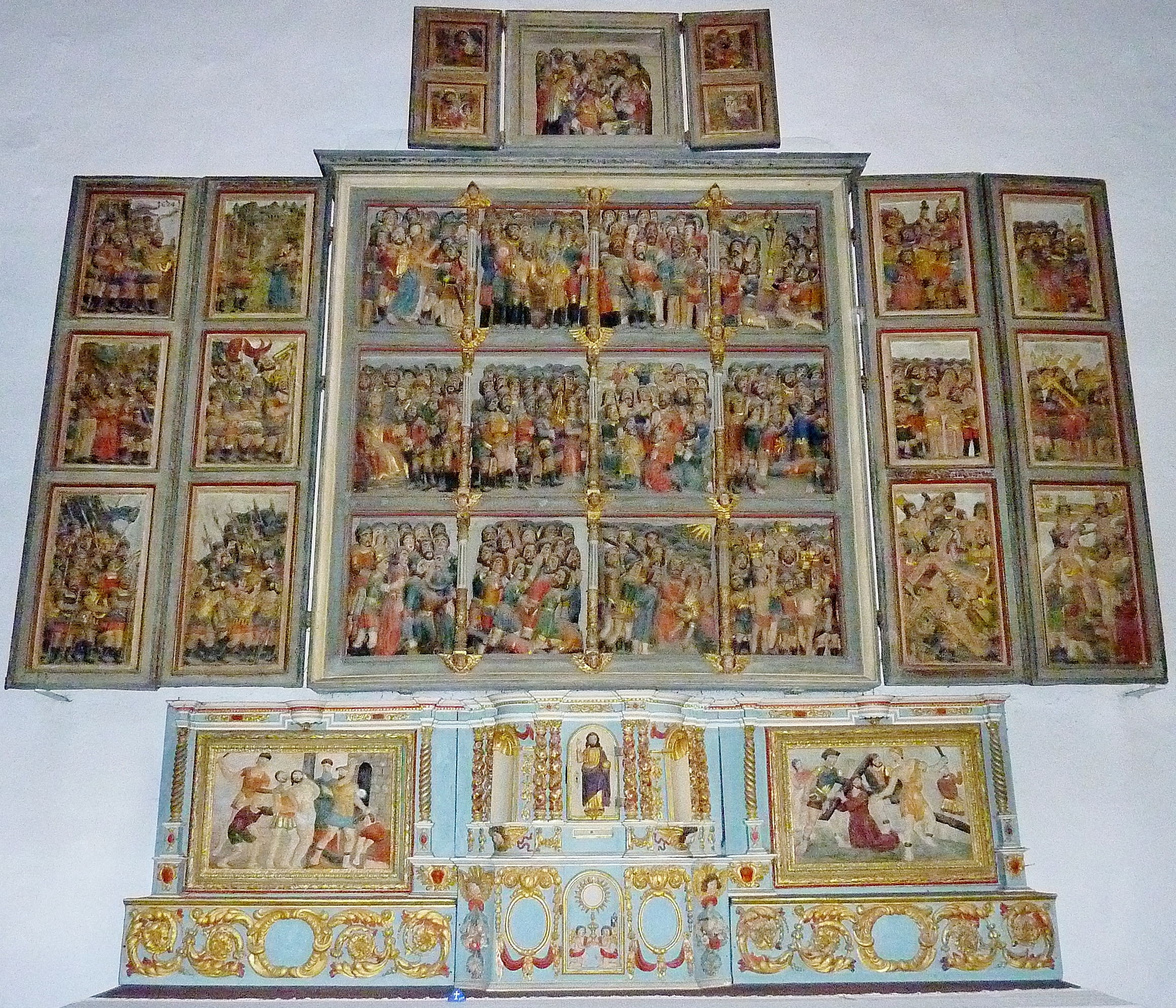
Crozon, église paroissiale Saint-Pierre, retable des Dix Mille Martyrs (XVIe siècle)
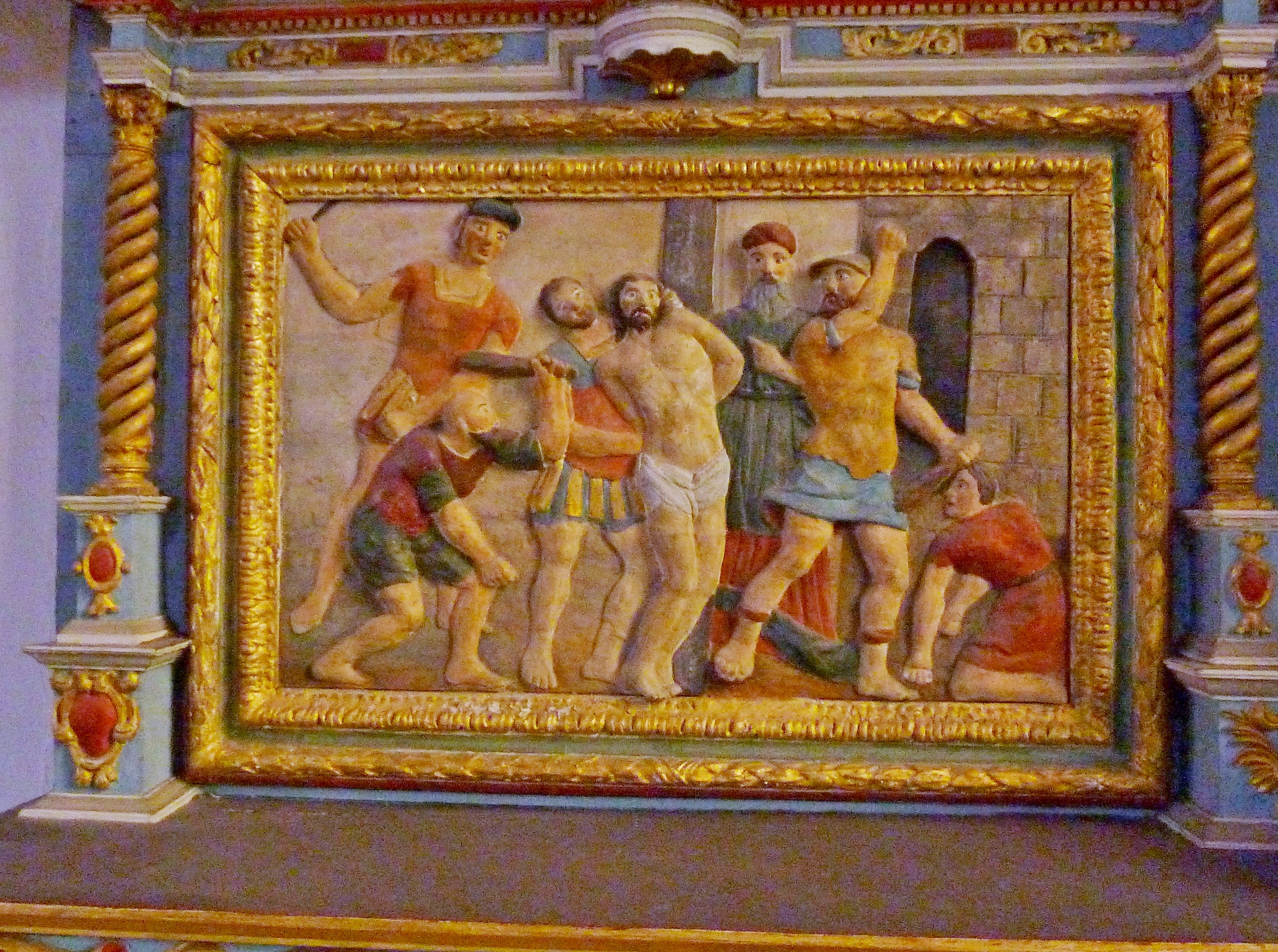
Crozon, église paroissiale Saint-Pierre, une des scènes du retable des Dix Mille Martyrs
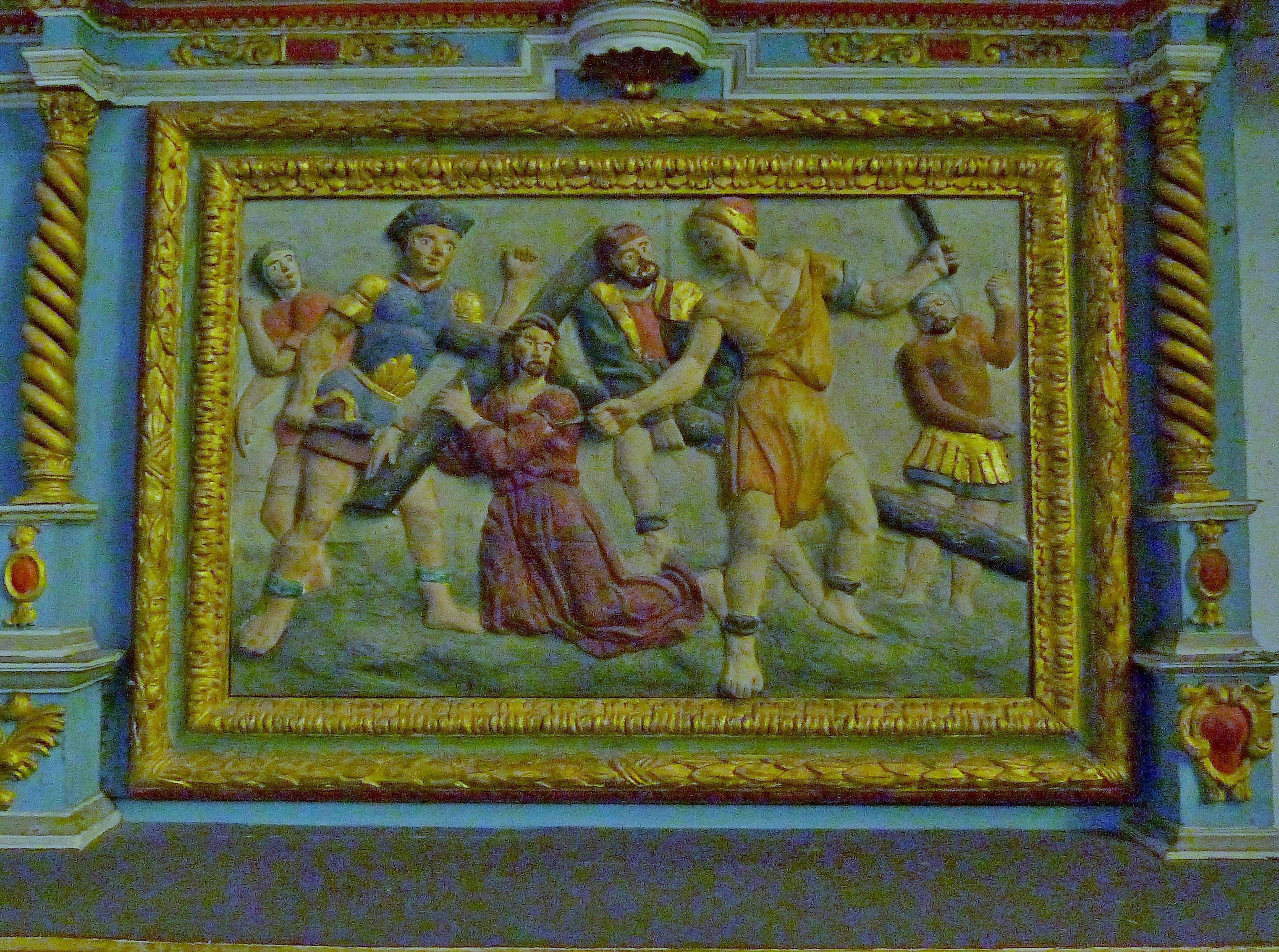
Crozon, église paroissiale Saint-Pierre, une autre des scènes du retable des Dix Mille Martyrs

Le célèbre prédicateur Julien Maunoir prêcha des missions à Crozon en 1654, en 1666 et en 1671. Lors de sa première mission, il raviva la dévotion des Crozonnais aux dix mille martyrs de la légion thébéenne : « Les habitants de Crozon avaient honoré longtemps d'un culte particulier les martyrs de la Légion thébéenne dont ils conservent même quelques ossements dans un riche reliquaire. Mais, avec les années, ce culte s'était bien affaibli. Pour le ranimer, le Père Maunoir fit représenter à la procession générale de la mission le martyre de saint Maurice et de ses glorieux soldats. Leurs reliques y furent solennellement portées. Était-ce un mirage, était-ce un prodige ? La foule tout entière, et elle était de 7 ou 8 000 spectateurs, put voir se reproduire dans les hauteurs du ciel la scène qui se passait sur la terre : la procession s'y déroulait dans le même ordre et la même majesté. Les Crozonnais n'eurent pas de peine à se persuader que c'était là un témoignage de la bonté de Dieu à leur égard et ils accueillirent avec des acclamations de joie répétée le spectacle qui s'offrait à leurs yeux ». La mission de 1671 fut organisée à l'initiative de M. de Coëtlogon, chanoine, alors curé de Crozon, qui était le frère de François de Coëtlogon, alors évêque de Cornouaille.
Claude de Goulaine, comtesse de Crozon, vicomtesse de Porzay, baronne de Poulmic, épousa le 4 mai 1634 Jean III du Han, seigneur de Launay du Han de Bertry. En 1653, René de La Porte, seigneur de la Courtaudière en Saint-Ouen-des-Alleux, comte d'Artois, épousa Anne-Marie du Han, dame de Crozon et fille de Claude de Goulaine ; leur fille Anne-Marie, dame d'Artois et de Crozon, se maria le 16 septembre 1684 à Brest avec Louis Rousselet, marquis de Châteaurenault, vice-amiral et maréchal de France, qui devint comte de Crozon, Porzay et Rosmadec, baron de Poulmic. En 1710, le maréchal de Châteaurenault obtint l'union de la Capitainerie garde-côtes [de Brest] à la Terre et Seigneurie de Crozon. En 1726 cette capitainerie s'étend sur 31 paroisses, de Plougastel-Daoulas à Ploaré et de Camaret à Irvillac et Lothey ; son lieu de rassemblement principal était le Ménez-Hom.
Charles Henri d'Estaing devint à son tour comte de Crozon en raison de son mariage en 1746 avec Sophie Rousselet de Crozon (1727-1792), petite-fille de François Louis Rousselet de Châteaurenault.
Vaste, la paroisse de Crozon disposait en 1745, outre l'église paroissiale, de 18 chapelles citées et décrites par Paul Peyron et Jean-Marie Abgall, dont celle de Lanvéoc et celle de Saint-Julien (désormais en Camaret) ; c'était une paroisse recherchée procurant de notables revenus à son recteur titulaire. Entre 1717 et 1732, François-Hyacinthe de La Fruglaye de Kervers, recteur de Crozon, fut en même temps vicaire général du diocèse de Cornouaille (il fut ensuite évêque de Tréguier) ; René Lozach lui succéda jusqu'en 1737, puis Pierre de Lesguen, du Baudiez., et, entre 1774 et 1790, Joseph-Jean Heussaf d'Oixant. Celui-ci dirigeait une paroisse disposant de onze autres prêtres ; souvent absent en raison de sa charge de vicaire général à Quimper, il laissait l'administration de la paroisse à son "curé" (en fait premier vicaire) Louis Meillard, secondé par neuf autres prêtres, vicaires ou prêtres habitués, dont Joseph Meillard, frère du "curé".
En 1758, la « maladie de Brest » (le typhus) « causa des ravages effrayants dans les paroisses de Crozon, Argol, Roscanvel et Camaret ; l'intendant est forcé de rappeler que les chirurgiens qu'il y avait envoyés, car personne ne les écoute. […] Ils [les malades] ne veulent prendre d'autres remèdes que ceux que leurs recteurs leur distribuent, et pourvu qu'ils aient avec cela du vin, ils sont contents ».
En 1759, une ordonnance de Louis XV ordonne à la paroisse de Crozon de fournir 75 hommes et de payer 492 livres pour « la dépense annuelle de la garde-côte de Bretagne ».
Jean-Baptiste Ogée décrit ainsi Crozon en 1778, qu'il qualifie de paroisse « une des plus riches du diocèse, elle vaut 15 000 livres » :

« Crozon, gros bourg, à 9 lieues au nord-est (sic) [au nord-ouest] de Quimper, son évêché et son ressort ; à 44 lieues et demie de Rennes ; et à 5 lieues du Faou, sa subdélégation. On y compte 6 000 communiants. Mr le comte d'Estaing en est le seigneur ; il s'y tient un marché les lundi et samedi de chaque semaine. La cure y est à l'alternative, et passe pour une des plus riches de ce diocèse ; elle vaut ordinairement quinze mille livres de rentes. […] Ce bourg, situé entre les baies de Brest et de Douarnenez, commence une chaîne de montagnes, de 33 lieues trois-quart de longueur, connue sous différents noms. Auprès de Crozon on les nomme montagne de Ménéam ou Ménéhan (Ménez Hom) ; plus loin les Montagnes Noires, et, auprès de Moncontour les Montagnes du Méné. Ce territoire est fort grand et plein de landes ; les terres en labeur sont excellentes. […] »

### Révolution française
Jean Bornic, Michel Herjean, Jean Ollivier, Jean Herjean, François Ely et Pierre Le Migon sont les 6 délégués représentant les 1 000 feux de Crozon lors de l'élection des députés du tiers état de la sénéchaussée de Quimper aux états généraux de 1789.
L'ancien recteur de Crozon, Joseph Meillard, qualifia son ancienne activité de « pur charlatanisme », « je n'ai fait que tromper le peuple » affirma-t-il. Il devint le premier maire de Crozon.
Les prêtres étaient alors très nombreux à Crozon (« les prêtres fidèles trouvèrent longtemps un abri assuré, grâce au zèle de la population et à l'appui même de la Municipalité ») : parmi eux, l'abbé Raguenès [Raguenez], originaire de Crozon, vicaire insermenté de Landudec, arrêté au village de Goandour en Crozon, fut guillotiné à Quimper le 12 avril 1794. Plusieurs autres prêtres originaires de Crozon furent soit incarcérés (Joseph Meillard, vicaire, emprisonné trois mois aux Carmes de Brest en 1791) ou durent se cacher (Pierre Carn, Louis Meillard), ou furent déportés en Espagne (Claude Le Mignon, Alain Jezequeleau), etc.. L'abbé Alain Dumoulin (né le 8 novembre 1748 dans la trève de Lanvéoc, paroisse de Crozon et décédé en 1811), de retour d'émigration, fut nommé après le Concordat curé de Crozon, avant de devenir curé de la cathédrale de Quimper.
Pierre-Marie Graveran (père de Joseph-Marie Graveran qui fut évêque de Quimper et de Léon), juge de paix à Crozon, « sauva la vie à beaucoup de prêtres persécutés pour la foi, en favorisant leur fuite ou en les cachant dans les demeures de ses parents ou de ses amis ».
Le négociant Gaspar Alexandre Pennarun fut à Crozon le principal acheteur de biens nationaux, achetant notamment les domaines de Gouandour. Sa fille Émilie Pennarun fut l'épouse d'Yves-Corentin Peillet, futur maire de Crozon.

### LeXIXesiècle

#### Les premières décennies duXIXesiècle
Le parti-prêtre, ainsi dénommé par Louis Calvez, c'est-à-dire la forte influence du curé sur la vie politique locale, fut tout puissant à Crozon sous la Restauration (l'abbé François-Marie Lescop, curé entre 1820 et 1824, fut un curé intransigeant, de tendance ultraroyaliste, tentant par exemple d'interdire les danses dans la commune), faisant et défaisant les maires (par exemple Yves-Corentin Peillet fut remplacé en 1826 sous la pression de l'abbé Jacques Balcon, curé entre 1824 et 1829, qui lui reprochait entre autres de ne pas lutter contre l'ivrognerie, un véritable fléau à l'époque, par Pierre Riou.
Le 16 juin 1832 une évasion de 69 condamnés militaires emprisonnés au dépôt de Quélern se produisit. Tous furent repris dans les heures ou jours suivants.
En 1843, selon A. Marteville et P. Varin, il subsistait 5 chapelles seulement « ayant chacun un pardon annuel peu fréquenté ».

#### Un mouvement populaire à Crozon en 1840
Le Journal des débats politiques et littéraires évoque une manifestation houleuse qui se produisit le 21 août 1840 à Crozon : 

« Vendredi dernier, 21 août, Crozon a été le théâtre d'un mouvement populaire qui, heureusement, n'a été suivi d'aucun événement fâcheux. Un rassemblement d'environ 300 individus, détenteurs de domaines congéables, s'était formé dans le but de s'opposer à une expertise légalement ordonnée ; les experts, ainsi que les gendarmes
appelés pour les protéger, ont été maltraités ; les experts ont été forcés de se retirer sans avoir rempli leur mission. L'opération d'expertise ayant du être reprise (...) lundi 24,
un détachement de 300 hommes des garnisons de Brest et de Quimper a été envoyé à Crozon sur demande de l'autorité, et pour que les experts puissent opérer sans être exposés à de nouvelles insultes. »

Cette affaire concernait principalement des domaniers du village de Véniec. Douze protestataires furent arrêtés.

#### Description de Crozon en 1843
En 1843, A. Marteville et P. Varin, continuateurs d'Ogée, décrivent ainsi Crozon :

« Crozon (sous l'invocation de saint Pierre) : commune formée par l'ancienne paroisse du même nom, aujourd'hui cure de première classe; chef-lieu de perception ; sous-inspection des douanes à Lanvéoc, bureaux à Morgat et au Fret ; brigade de gendarmerie à cheval. […]. Principaux villages : Trégoudan, Lambézel, Lezvrès, Kerloc'h, Kerduel, Dinant, la Palue, Rostudel, Morgat, Kerglintin, Kerbéluan, Guénalec. Superficie totale 10 735 ha, dont […] terres labourables 3455 ha, prés et pâtures 206 ha, vergers et jardins 92 ha, bois 238 ha, canaux et marais 154 ha, landes et incultes 6 140 ha […]. Moulins : 56 (de Kerven, de Saint-Drigent, de Goandour, du Cléguer, de Saint-Driec, de Crozon, de Trébéron, de Bronphez, de Lanvéoc, de la Palue, Ar-ménez, Kergolézec, de Rostudel, de Treigner, de Kervennévez, de Kergoff, etc., à vent ; de Peuven, de Penfoat, de Kerloc'h, de Poulmic, à eau. Objets remarquables : manoirs de Quélern, de Kerhonténan, de Kerdreux, de Goandour ; chapelles de Saint-Fiacre, de Saint-Norgar, Saint-Laurent, Lanvéoc ; ports de Morgat, de Lanvéoc, du Fret ; l'anse de Rostellec, l'île Longue, l'île de Trébéron (lazaret), l'Île-des-Morts (poudrière), les grottes de Morgat et de Rostudel, île Laber [île de l'Aber], chapelle de Poulmic, fort de Quélern. […] Les terres sont en général peu fertiles, et l'orge est la céréale qui y réussit le mieux ; le goémon, cet engrais si précieux pour la plupart des communes qui bordent la mer, rapporte peu dans celle-ci, à cause de l'extrême élévation des côtes ; cependant, en mars et avril, on en récolte jusqu'à 10 000 charretées certaines années. Mais cette récolte, ainsi que celle des madrépores [du maërl en fait], est vendue avantageusement aux cultivateurs de la rivière de Landerneau. On fait peu d'élèves de bestiaux, à l'exception des moutons. Les arbres fruitiers ne viennent, dans toute cette commune, qu'avec des précautions extraordinaires, et l'on est réduit à aller chercher le bois de charpente à plus de cinq lieues dans les terres. Si l'agriculture est peu florissante à Crozon, en revanche la pêche est une industrie qui, les bonnes années, enrichit le pays ; lorsqu'elle manque, la misère est grande. »

Plus loin, dans le même ouvrage, ces mêmes auteurs poursuivent :

« Il y a foires les 7 janvier, 3 février, 26 mars, 28 mai, 30 juin, 22 juillet, 28 septembre, 9 décembre ; à Lanvéoc, il y a foires le mardi de Pâques, le lendemain de l'Ascension, le jeudi après la Saint-Michel et le 11 novembre ; à la chapelle Saint-Laurent, il y a foires les 11 juin et 11 août. Il y a à Crozon marché le lundi pour les grains, le samedi pour le beurre et les légumes. La route départementale no 1, dite de Hennebont à Brest, traverse la commune, du sud-ouest au nord-est. […] Géologie : toute la commune repose sur grès, excepté quelques points de granite amphibolique. Au centre et sur toute la côte, le long de l'anse du Loc'h, grauwacke schisteuse ; amas calcaires au fort de Lanvéoc et à la presqu'île de Rozan. On parle le breton. »

#### Épaves

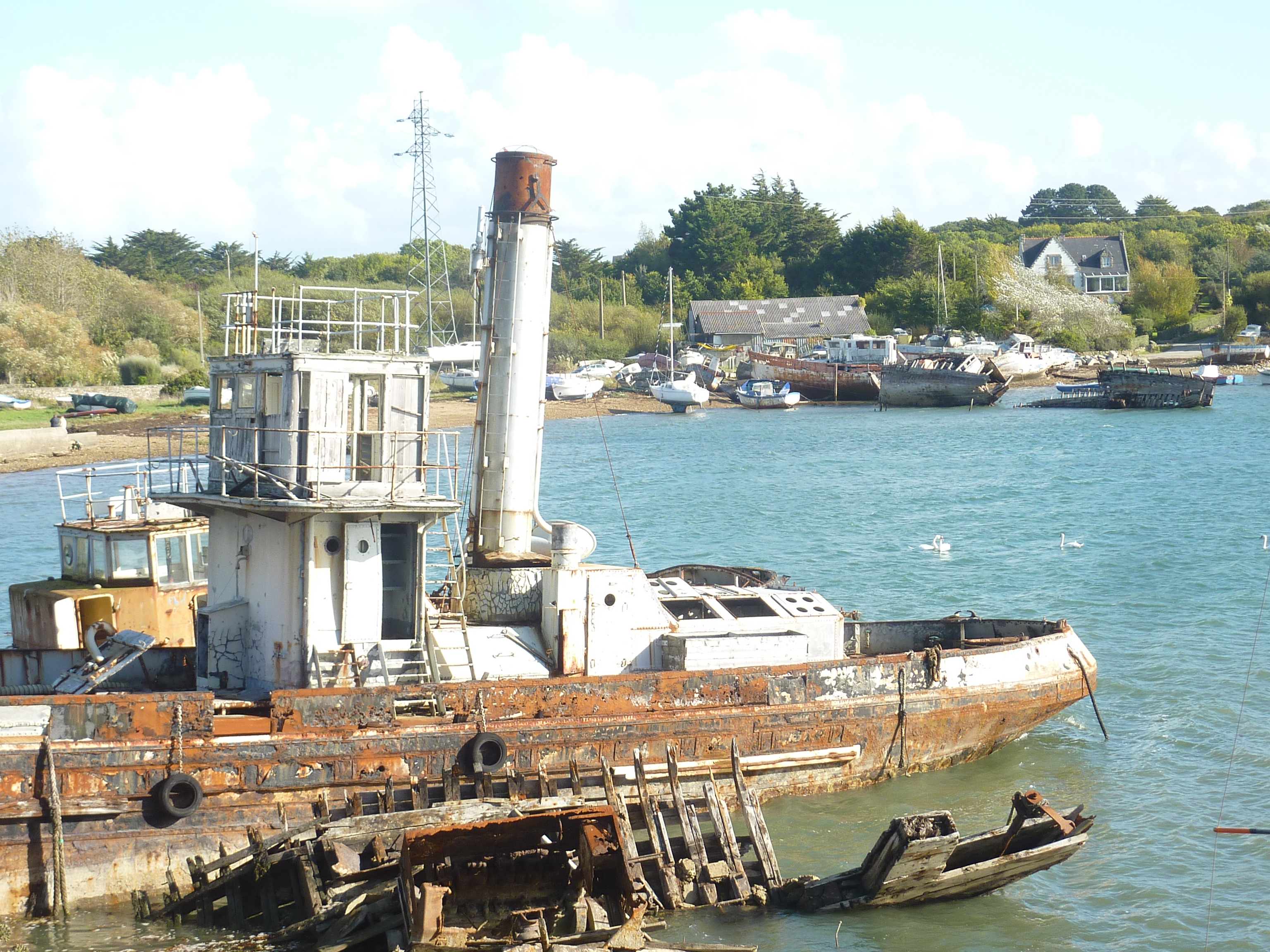
Épaves de bateaux dans l'anse de Rostellec.

Des épaves étaient régulièrement trouvées sur les côtes ; par exemple en février 1847, de nombreuses balles de coton, provenant très probablement d'un naufrage, s'échouèrent un peu partout sur le littoral depuis le Pays Bigouden jusqu'à Camaret, et principalement dans l'anse de Dinan. Treize personnes des environs, chez lesquelles des balles de coton furent trouvées, furent signalées au procureur du Roi de Châteaulin.

#### Les épidémies de choléra
Une épidémie de choléra avait déjà frappé Crozon en 1834 (elle aurait fait 356 victimes) et une autre en 1849-1850, qui fit 32 morts dans la commune. Quelques cas de choléra furent signalés à Crozon en 1866 (le bourg possédait alors deux médecins), mais le bourg de Lanvéoc fut beaucoup plus gravement concerné.

#### La création de la commune de Lanvéoc
Lanvéoc forme une paroisse distincte de celle de Crozon en 1862 et devient une commune séparée de Crozon en 1872.

#### Les écoles de hameaux de Saint-Fiacre et de Saint-Laurent
Fin XIXe, la construction de 67 écoles de hameaux a été autorisée dans le Finistère par deux décrets :
- Le décret du 25 octobre 1881 qui a délégué une subvention pour 18 écoles de hameaux sur l'arrondissement de Quimperlé ; toutes ont été bâties.
- Le décret du 14 mars 1882 qui a délégué une subvention pour 50 écoles de hameaux sur les quatre autres arrondissements du département (Brest, Châteaulin, Morlaix, Quimper) à choisir dans les communes « dont le territoire est le plus étendu et les ressources les plus restreintes » ; 49 ont été bâties dont 2 à Crozon (Saint-Fiacre et Saint-Laurent)[83].

#### L'incendie de 1882
Le 16 novembre 1882, un incendie qui fit huit morts détruisit la mairie et l'école de Crozon :

« À trois heures, jeudi matin, le feu a pris dans les combles de la mairie de Crozon : un quart d'heure après, le bâtiment n'était qu'une fournaise. La mairie de Crozon, où est installée l'école communale, sert de logement à l'instituteur et à ses deux adjoints. M. Cariou, l'instituteur, habitait le premier avec sa famille ; ses deux adjoints, MM. Jannou et Letourneur, couchaient dans les mansardes, ainsi que onze pensionnaires, âgés de dix à douze ans. Vers trois heures du matin, les cris de ces enfants réveillèrent les voisins et peu de temps après toute la population fut sur pied. Le feu avait pris dans les mansardes et presque instantanément les flammes, poussées par le vent qui soufflait en tempête du nord-ouest, enveloppèrent le second étage tout entier, pénétrant d'un seul coup dans le dortoir des enfants qui, au milieu des flammes, apparurent aux fenêtres et se dressèrent debout sur le toit en poussant des cris affreux. L'escalier, par malheur, s'était embrasé le premier. À une fenêtre du premier étage, cinq personnes se pressaient, attendant une échelle : c'était l'instituteur, sa femme, la domestique et deux tous jeunes enfants ; une échelle fut appliquée à temps pour les sauver. Treize personnes restaient au second étage, sur les toits ou aux fenêtres des mansardes. M. Jannou, instituteur-adjoint, venait de se jeter dans la cour et, en même temps que lui, un enfant de douze ans. […] Des échelles avaient été appliquées contre le mur pour atteindre le dortoir des enfants […] L'un de ceux-ci réussit à se glisser le long d'une échelle. […] M. Letourneur […] voulut saisir l'échelle quand, poussant un grand cri, il glissa et tomba sur le pavé de la rue, […] les jambes brisées. Huit enfants ont été la proie des flammes. À dix heures du matin, la garnison de Quélern est arrivée au pas de course ; il ne restait plus de la maison d'école de Crozon que des murs noircis. »

Le Journal des débats politiques et littéraires précise : « Non seulement les pompes manquent à Crozon, mais l'eau même y fait défaut ». 

#### Crozon à la fin duXIXesiècle
En 1885 à Crozon « de nombreux agents cléricaux sont postés autour du bureau de vote, et même dans l'escalier de la salle de vote, pour arracher les bulletins des mains des électeurs ».
« La route [qui mène à Crozon] est atrocement mauvaise et les passants y sont rares ; les bornes kilométriques, les poteaux indicateurs font absolument défaut, et l'on est parfois assez embarrassé lorsqu'on arrive à un carrefour » écrit Jules Satie en 1890.

### LeXXesiècle

#### La Belle Époque
Le 26 mai 1901 un service d'automobile commença à fonctionner entre Châteaulin et Crozon : « le départ de Crozon a lieu le matin vers sept heures et le retour de Châteaulin vers cinq heures du soir. Le trajet est effectué en moins de deux heures, en desservant les bourgs de Telgruc, Saint-Nic et Plomodiern. (...) La voiture, qui est très confortable, peut contenir dix places au maximum ».
L'expulsion des Sœurs du Saint-Esprit en août 1902 en vertu de la loi sur les congrégations donna lieu à des manifestations à Crozon ; une première tentative d'expulsion échoua le 7 août 1902 (« Les gendarmes n'ont pu réussir à rompre les cordons formés par la foule pour protéger l'entrée de l'école et ont du se retirer sous les protestations » ; « l'école a été gardée toute la nuit par une centaine de personnes décidées à la résistance ») ; mais une seconde expulsion parvint à ses fins quelques jours plus tard :

« On sait qu'à Crozon, comme à Saint-Méen et à Ploudaniel, des barricades ont été élevées devant l'école des Sœurs autour de laquelle veille la population. […] Quand la voiture préfectorale apparut à l'entrée du bourg, un bicycliste, qui veillait, alla prévenir la population qui se trouvait massée devant l'église et l'hôtel-de-ville. Environ 5 à 600 personnes poussent les cris : « Vivent les Sœurs ! Vive la liberté! » […] L'expulsion des Sœurs a eu lieu hier. Dès cinq heures, le clairon a donné l'alarme à la population.
 Un détachement d'infanterie, manœuvrant aux alentours, venait en effet d'arriver. À six heures, trois commissaires de police et un serrurier, accompagnés de six brigades de gendarmerie à pied, faisaient leur apparition. Les manifestants, au nombre de 1 200, massés dans la cour de l'école et devant la porte, accueillent les commissaires par les cris de « Vivent les Sœurs ! Vive la liberté ! ». La barricade, formée au moyen de voitures liées ensemble par des chaînes, est démolie au milieu des huées de la foule. La porte de la cour de l'école est enfoncée et les chevaux des gendarmes pénètrent dans la cour. La foule devient menaçante. Un gendarme est renversé. Les commissaires arrivent devant la porte de l'école, où ils sont reçus par M. Miossec, député. La foule devient furieuse. Les commissaires font les trois sommations d'usage et la troupe va charger. M. Miossec, député, et le clergé,
calment alors les manifestants. La porte de l'établissement est enfin enfoncée. La supérieure, octogénaire, sort aux bras de M. Miossec, ; les autres Sœurs suivent. Les scellés sont ensuite apposés. Les Sœurs, accompagnées par toute la population, se rendent à l'église, où des prières sont dites »

Les scellés apposés sur la porte de l'école des Sœurs furent brisés à deux reprises les semaines suivantes et réapposés par les autorités, à chaque fois devant les protestations des habitants.
Le sous-préfet de Châteaulin, dans une lettre datée du 23 décembre 1902, écrit qu'« une très notable partie de la population » ne connaît que le breton.
Gustave Geffroy décrit ainsi Crozon en 1903 dans la revue Le Tour du monde :

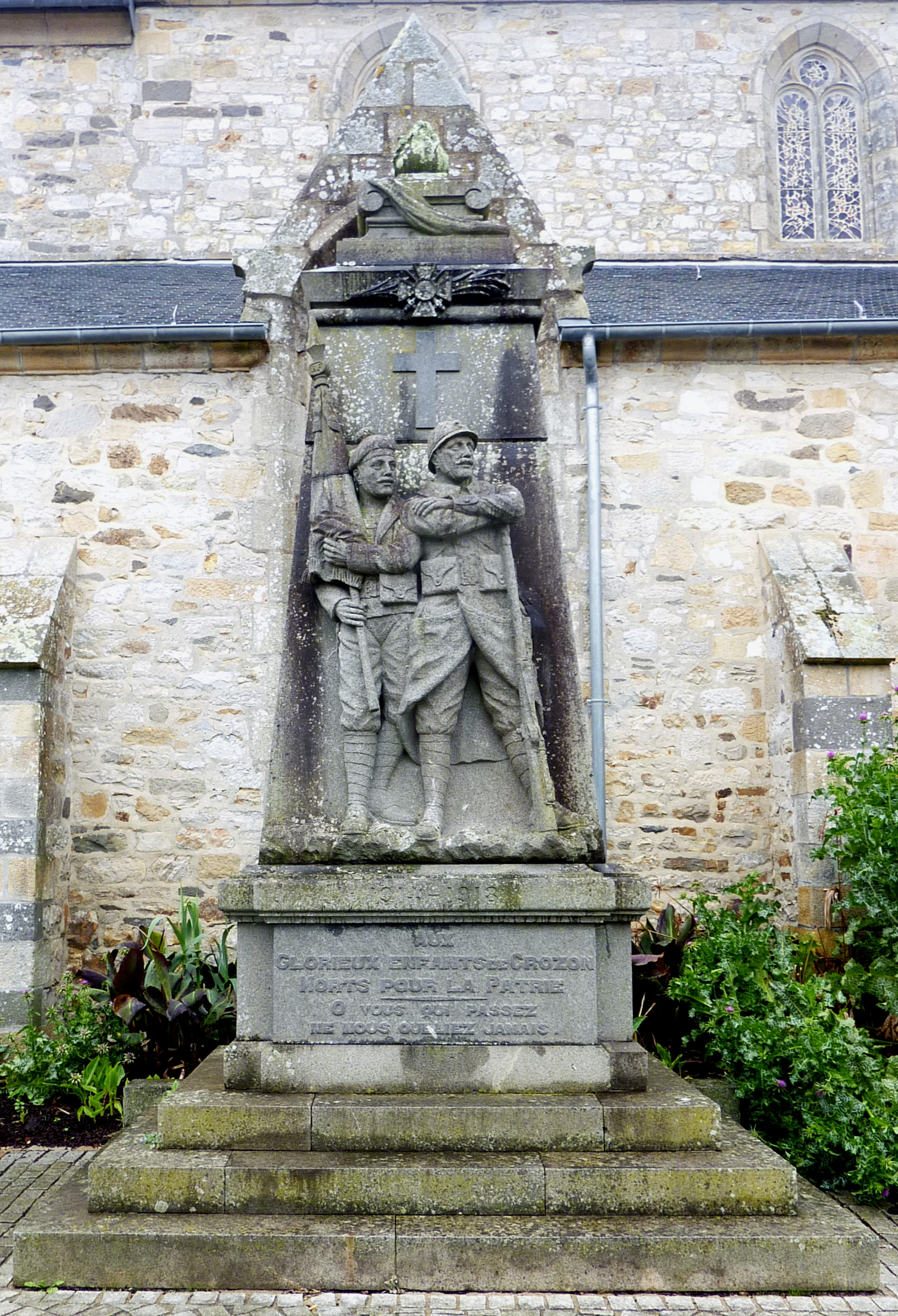
Crozon : le monument aux morts de la Première Guerre mondiale

« Le bourg est sur la hauteur, des maisons encadrant régulièrement une grande place plantée d'arbres. Le sol aux alentours est à peu près inculte, on ne voit guère, dans le paysage dénudé, que des moulins à vent qui tournent, ce qui suppose tout de même blé de froment, blé noir, seigle ou orge. L'activité est sur la mer, l'espoir de gagner sa vie est confié aux hasards de la pêche à la sardine, et l'on sait que cet espoir est souvent trompé. À part l'église où je vois un beau retable, il n'y a pas de monuments ni de curiosités à chercher ici. […]. »

#### LaPremière Guerre mondiale
450 citoyens allemands et 250 citoyens autrichiens, transportés depuis les États-Unis par le navire hollandais Nieuw-Amsterdan afin d'aller s'incorporer dans les armées de leurs pays respectifs, furent capturés par le navire français Savoie et internés pour partie au fort du Bouguen (à Brest) et pour partie aux forts de Lanvéoc et de Crozon (en fait à l'Île Longue).
Une plaque commémorative située dans l'église paroissiale Saint-Pierre porte les noms de 340 soldats et marins morts pour la France pendant la Première Guerre mondiale ; 17 d'entre eux sont morts en Belgique (la plupart dès l'année 1914, notamment dans les combats de Maissin ou ceux du Front de l'Yser à Dixmude) ; trois (Pierre Kermel, François Marchand et Victor Sévellec) sont morts en Turquie lors de la Bataille de Sedd-Ul-Bahr ; quatre (Pierre Bouchard, Pierre Drevillon, Yves Quentric et Henri Velly) sont morts en Grèce et un (Pierre Capitaine) en Serbie lors de l'expédition de Salonique ; quatre (Jean Le Moal, François Moulin, Jean Rolland et Corentin Le Monze) sont décédés alors qu'ils étaient en captivité en Allemagne ; la plupart des autres sont décédés sur le sol français, dont Jean Caër, décoré de la Médaille militaire et de la Croix de guerre, tué à l'ennemi le 28 août 1914 à Bapaume (Pas-de-Calais), Joseph Aleste, mort des suites de ses blessures le 16 juin 1915 à Roclincourt (Pas-de-Calais), décoré de la Croix de guerre et chevalier de la Légion d'honneur, Hervé Le Gall tué à l'ennemi le 6 avril 1915 à Maizeray (Meuse), décoré de la Médaille militaire et de la Croix de guerre, François Sénéchal, tué à l'ennemi le 3 juin 1917 à Cerny-en-Laonnois (Aisne), décoré lui aussi de la Médaille militaire et de la Croix de guerre, etc. Un soldat (Jean Sevaer) est mort en 1915 au Maroc, un autre (Joseph Le Corre) en 1916 en Algérie, un marin (François Kermel) en 1918 en Tunisie et deux marins (Louis Menesguen, Eugène Quentric) au Sénégal ; un autre soldat (Émile Thomas) est mort en Albanie en 1919.

#### L'Entre-deux-guerres
En mai 1920, la brigade de gendarmerie de Vue (Loire-Inférieure) est transférée à Crozon.
La section de la ligne de chemin de fer à voie métrique du Réseau breton entre Châteaulin et Crozon, qui faisait partie de la Ligne de Carhaix à Camaret-sur-Mer, fut mise en service le 13 août 1923 et ses prolongements vers Camaret et Le Fret furent ouverts le 14 juin 1925 ; deux gares, celles de Tal-ar-Groas et de Crozon-Morgat, desservaient la commune. Ces lignes ferroviaires fermèrent en 1967 et furent déclassées en 1969.

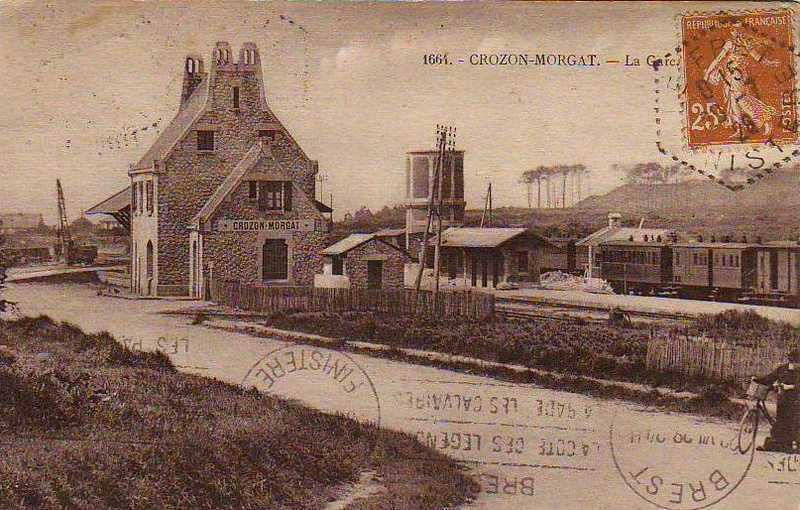
Crozon : la gare du Réseau breton en 1928.
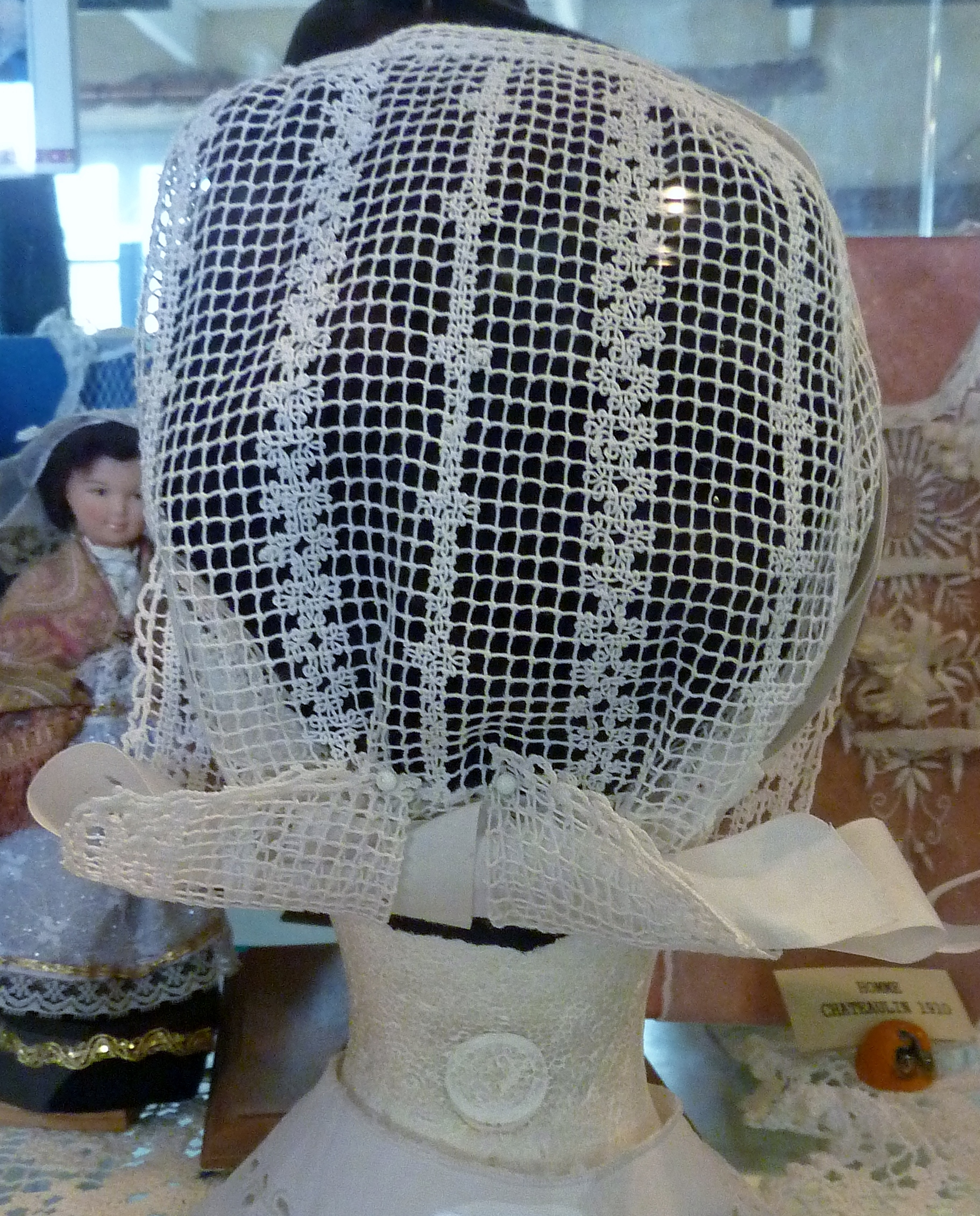
Coiffe de Crozon vers 1930 (Musée vivant ds vieux métiers d'Argol).

En 1923, un projet de construction d'une école de garçons au hameau de Saint-Fiacre est critiqué par la commission d'hygiène car « il ne paraît pas satisfaire aux exigences de l'hygiène ».
Le chanoine Jean-François Grall (1874-1961), curé-doyen de Crozon entre 1929 et 1960, prêcha de nombreuses missions dans les paroisses du diocèse de Quimper et Léon en s'aidant notamment de taolennoù peints par lui.

#### LaSeconde Guerre mondiale
Une plaque commémorative située dans l'église paroissiale Saint-Pierre porte les noms de 168 personnes mortes pour la France pendant la Seconde Guerre mondiale ; parmi elles, 10 au moins sont des marins disparus en mer, comme Pierre Jacoby et René Fer ; Eugène Laouénan fait partie des victimes de l'attaque anglaise de Mers el-Kébir le 3 juillet 1940. Un soldat (Robert Calonnec) mort en 1946, alors qu'il faisait partie des troupes françaises d'occupation en Allemagne, figure aussi sur cette plaque commémorative.
Une autre plaque commémorative située à Postolonnec évoque la mémoire d'Yvonne Le Roux (Tante Yvonne dans la clandestinité), résistante de la première heure membre du réseau Johnny, originaire de Toulon et arrêtée à Morgat, déportée à Ravensbrück le 8 avril 1942, décédée quelques jours après son retour d'Allemagne le 28 avril 1945.
Le carré militaire du cimetière de Crozon abrite les tombes de 10 soldats du Commonwealth morts à Crozon ou en mer dans les environs et celles de deux soldats inconnus.
Trois Crozonnais sont compagnons de la Libération : Yves Lagathu (aviateur) ; Étienne Schlumberger qui rejoignit la France libre dès juillet 1940 et fut marin à bord de l'aviso Commandant Duboc, puis du sous-marin Junon ; Roger Podeur, rejoignit Londres depuis Le Conquet dès juin 1940, combattit en Afrique dans les rangs des tirailleurs sénégalais au sein de la 2e DB, puis débarqua à Utah-Beach le 1er août 1944, participant ensuite à la libération de Paris et à celle de Strasbourg.

##### L'accident ferroviaire du 23 avril 1942
Un tamponnement entre une locomotive haut-le-pied et un train de marchandises, entre les gares de Crozon et Tal-ar-Groas, survenu le 23 avril 1942 fit 4 morts et 10 blessés.

#### Les bombardements
Crozon subit plusieurs bombardements, notamment le 14 septembre 1941 (27 bombes détruisent plusieurs maisons), le 18 novembre 1941 (39 bombes), le 6 juillet 1942 (bombardement du quartier de la gare, 2 morts et 3 blessés), etc.

##### La rafle du 30 juin 1944
Le 30 juin 1944, à la suite d'actes de sabotages commis dans la région de Crozon, les Allemands bloquent toutes les routes accédant à Crozon et arrêtent toutes les personnes qui se présentent, qui sont conduites vers la mairie où leurs papiers sont contrôlés par un officier allemand. Si une centaine de personnes approximativement sont relâchées, 43 hommes sont alignés sur la place de l'église (un homme s'échappe discrètement en se cachant dans l'église) et 42 hommes sont conduits à la carrière de Menez Gorre, puis convoyés en camions à la gare de Quimper. En cours de route, les Allemands procèdent à une seconde rafle à Plonévez-Porzay où se déroulait un enterrement et 10 otages supplémentaires sont pris parmi l'assistance. Sans avoir été jugés, ces 52 hommes sont convoyés dans des wagons à bestiaux au camp de transit de Royallieu près de Compiègne, mettant dix jours et onze nuits pour y parvenir, puis 50 d'entre eux parviennent au camp de concentration de Neuengamme, puis dispersés dans divers kommandos du nord de l'Allemagne. 34 otages sur les 50 parvenus à Neuengamme survivent au début de mars 1945, mais beaucoup décèdent pendant les mois de mars et avril 1 945 victimes des marches forcées, de la faim, du typhus, des bombardements, etc., si bien que 18 otages seulement de la rafle du 30 juin 1944 revinrent vivants en France entre le début de mai et la fin de juin 1945. La liste de tous les otages victimes de cette rafle du 30 juin 1944, ainsi que des témoignages et des renseignements supplémentaires, sont consultables sur un site Internet.

##### La libération
Le 17 septembre 1944, Crozon et Morgat furent prises par les forces blindées américaines et les restes de la 343e division d'infanterie allemande furent capturés dans la presqu'île du cap de la Chèvre.

### L'après Seconde Guerre mondiale
Onze soldats originaires de Crozon sont morts pour la France pendant la guerre d'Indochine et quatre pendant la guerre d'Algérie.

## Population et société

### Démographie

#### Évolution démographique
L'évolution du nombre d'habitants est connue à travers les recensements de la population effectués dans la commune depuis 1793. Pour les communes de moins de 10 000 habitants, une enquête de recensement portant sur toute la population est réalisée tous les cinq ans, les populations de référence des années intermédiaires étant quant à elles estimées par interpolation ou extrapolation. Pour la commune, le premier recensement exhaustif entrant dans le cadre du nouveau dispositif a été réalisé en 2008.
En 2022, la commune comptait 7 410 habitants, en évolution de −1,71 % par rapport à 2016 (Finistère : +2,16 %, France hors Mayotte : +2,11 %). Le maximum de la population a été atteint en 1866 avec 8 946 habitants.
| 1793  | 1800  | 1806  | 1821  | 1831  | 1836  | 1841  | 1846  | 1851  |
| ----- | ----- | ----- | ----- | ----- | ----- | ----- | ----- | ----- |
| 6 200 | 6 492 | 6 664 | 6 393 | 8 034 | 8 209 | 8 858 | 8 576 | 8 815 |

| 1856  | 1861  | 1866  | 1872  | 1876  | 1881  | 1886  | 1891  | 1896  |
| ----- | ----- | ----- | ----- | ----- | ----- | ----- | ----- | ----- |
| 8 489 | 8 651 | 8 946 | 8 929 | 7 763 | 8 223 | 8 585 | 8 276 | 8 340 |

| 1901  | 1906  | 1911  | 1921  | 1926  | 1931  | 1936  | 1946  | 1954  |
| ----- | ----- | ----- | ----- | ----- | ----- | ----- | ----- | ----- |
| 8 625 | 8 780 | 8 323 | 7 715 | 7 454 | 7 206 | 7 015 | 7 712 | 7 032 |

| 1962  | 1968  | 1975  | 1982  | 1990  | 1999  | 2006  | 2008  | 2013  |
| ----- | ----- | ----- | ----- | ----- | ----- | ----- | ----- | ----- |
| 6 741 | 6 895 | 7 297 | 7 525 | 7 705 | 7 535 | 7 684 | 7 680 | 7 634 |

| 2018  | 2022  | - | - | - | - | - | - | - |
| ----- | ----- | - | - | - | - | - | - | - |
| 7 415 | 7 410 | - | - | - | - | - | - | - |

En 1874, la commune de Crozon est divisée en quatre sections électorales, celles de Crozon (3 147 habitants), de Saint-Fiacre (1 448 habitants), de Saint-Hernot (2 310 habitants) et de Saint-Laurent (863 habitants).

#### Pyramide des âges
La population de la commune est relativement âgée.
En 2018, le taux de personnes d'un âge inférieur à 30 ans s'élève à 26,0 %, soit en dessous de la moyenne départementale (32,5 %). À l'inverse, le taux de personnes d'âge supérieur à 60 ans est de 39,6 % la même année, alors qu'il est de 29,8 % au niveau départemental.
En 2018, la commune comptait 3 612 hommes pour 3 803 femmes, soit un taux de 51,29 % de femmes, légèrement inférieur au taux départemental (51,41 %).
Les pyramides des âges de la commune et du département s'établissent comme suit.
| Hommes | Classe d’âge | Femmes |
| ------ | ------------ | ------ |
| 0,7    | 90 ou +      | 2,8    |
| 9,6    | 75-89 ans    | 16,2   |
| 24,3   | 60-74 ans    | 25,3   |
| 21,5   | 45-59 ans    | 21,0   |
| 14,3   | 30-44 ans    | 12,2   |
| 15,5   | 15-29 ans    | 10,1   |
| 14,1   | 0-14 ans     | 12,3   |

| Hommes | Classe d’âge | Femmes |
| ------ | ------------ | ------ |
| 0,7    | 90 ou +      | 2,2    |
| 7,8    | 75-89 ans    | 11,5   |
| 19,2   | 60-74 ans    | 20,1   |
| 20,8   | 45-59 ans    | 19,7   |
| 17,7   | 30-44 ans    | 16,6   |
| 17,1   | 15-29 ans    | 14,7   |
| 16,8   | 0-14 ans     | 15,2   |

### Sports

#### Équipements
La ville de Crozon dispose de différents équipements sportifs tels que :
- Un complexe sportif qui accueille le handball, le basket, la gymnastique, le judo, le tennis de table, l'aïkido...
- Un stade de football accueillant les matchs de l'Union Sportive Crozon Morgat (USCM) et du F.C TAL AR
- Un complexe de tennis disposant de terrains de tennis couverts et extérieurs
- Une piscine dans le quartier de Morgat
- Un centre nautique basé à Morgat

## Jumelages
- Sligo (Irlande) - https://jumelage-crozon-sligo.eu
- Pralognan-la-Vanoise (France)

## Langue bretonne

### Ya d'ar brezhoneg
L'adhésion à la charte Ya d'ar brezhoneg a été votée par le Conseil municipal le 29 mai 2009.
La commune a reçu le label de niveau 1 de la charte le 8 octobre 2009.

### Enseignement
- École Diwan.
- Ecole Saint-Anne
- Ecole Jean Jaurès
- Collège Sainte Jeanne d'Arc
- Collège Alain

## Patrimoine

### Patrimoine civil

#### Patrimoine préhistorique et protohistorique
- Alignement de Lostmarc'h : inscrit au titre des monuments historiques depuis le 3 mai 1980[149].
- plusieurs dolmens sont encore visibles : dolmens de Keradiguen, de Kerazoret, de Kerbénéon, de Kerdreux, de Kerroux, de la pointe de Dinan, de Rostudel, de Parc ar Veil, de Lostmarc'h.
- menhirs de Kerellot, de Penandreff, de Raguenez, de la Républicaine, de Tal ar menhir, de Toul Aniou.
- Kastell Lostmarc'h : l'ensemble formé par l'oppidum, l'éperon barré, et un dolmen fait l'objet d'une inscription au titre des monuments historiques depuis le 27 mars 1980[150]. Le site fut réutilisé au XVIIIe et au XIXe siècle pour installer un corps de garde (aujourd'hui ruiniforme)[151].
- Ty-ar-C'huré (ou Maison du Curé) : site énigmatique classé au titre des monuments historiques par la liste de 1862[152].

#### Le four à chaux de Rozan sur l'Aber
Un petit gisement de calcaire (rare en Bretagne) local, exploité dès l'époque gallo-romaine, par exemple à Treuzeulom en Argol, a permis le développement de fours à chaux dans la région, une dizaine étant recensés. Celui de Rozan est construit en 1839 après une enquête publique à l'embouchure de l'Aber (ria en breton). Le choix du site est remarquable : il permet à la fois d'alimenter le four avec le calcaire des carrières voisines et d'exporter la production de chaux par voie maritime. Le four à chaux, adossé à la colline, facilite le chargement du combustible et le défournement de la chaux. En 1872, une violente tempête provoque d'importants dégâts et fait cesser l'activité. Le four sert alors de carrière de pierre, puis d'étable et de bergerie. Aujourd'hui, restauré et entretenu, il est depuis 1980, la propriété du Conservatoire du littoral.
Le four à chaux de l'Aber fait l'objet d'une inscription au titre des monuments historiques depuis le 10 mars 1988.

#### Villa Ker ar Bruck
La villa Ker ar Bruck fait l'objet d'une inscription au titre des monuments historiques depuis le 26 janvier 2004. Elle est aussi appelée la « maison Eiffel », du fait qu'elle est en métal.

#### Manoirs
Une bonne trentaine de lieux nobles sont attestés sur la commune de Crozon dans les réformations de la noblesse bretonne de 1426 à 1536. Sont recensé à l'Inventaire général du patrimoine culturel les manoirs de :
- Goandour (XVIe siècle)[157].
- Lanvagen (XVIIe siècle)[158].
- Keramprovost-Penandreff (XVIe siècle)[159].
- Lescoat (XVIe siècle)[160].
- Lamboëzer (XVIIe siècle)[161].
- Keramprovost (XVIe siècle)[162].
- Kerioul (seconde moitié du XVIe siècle)[163].
- Hirgars (3e quart du XVIe siècle)[164].
- Kerbiriou (XVIe siècle)[165].
- Treyer (XVIIe siècle)[166].
- Trébéron (1589)[167].
- Quélern (XVIe siècle)[168].

### Patrimoine religieux

#### Église paroissiale Saint-Pierre
L'église paroissiale Saint-Pierre, et son retable des dix mille martyrs.

#### Chapelle Saint-Fiacre
La chapelle Saint-Fiacre fait l'objet d'une inscription partielle au titre des monuments historiques depuis le 12 décembre 1932. Elle date pour partie du XVe siècle, mais elle fut en partie détruite pendant la Seconde Guerre mondiale ; elle a été restaurée en 1965 (son clocher est celui de l'ancienne chapelle Saint-Nicodème de Kergloff).
- La fontaine Saint-Fiacre : une tradition survivait encore au début du XXe siècle : « À Saint-Fiacre il est une fontaine renommée. Tous les ans, les habitants de Plougastel y viennent pour le pardon. Ils disent que si l'on n'arrose pas ce jour-là la tête des enfants avec l'eau de la fontaine, ils meurent soit subitement soit par maladie, autrement ils deviennent robustes et acquièrent de bonnes qualités. Aussi arrose-t-on avec cette eau la tête des enfants »[170].

Cette fontaine a été transformée en lavoir.

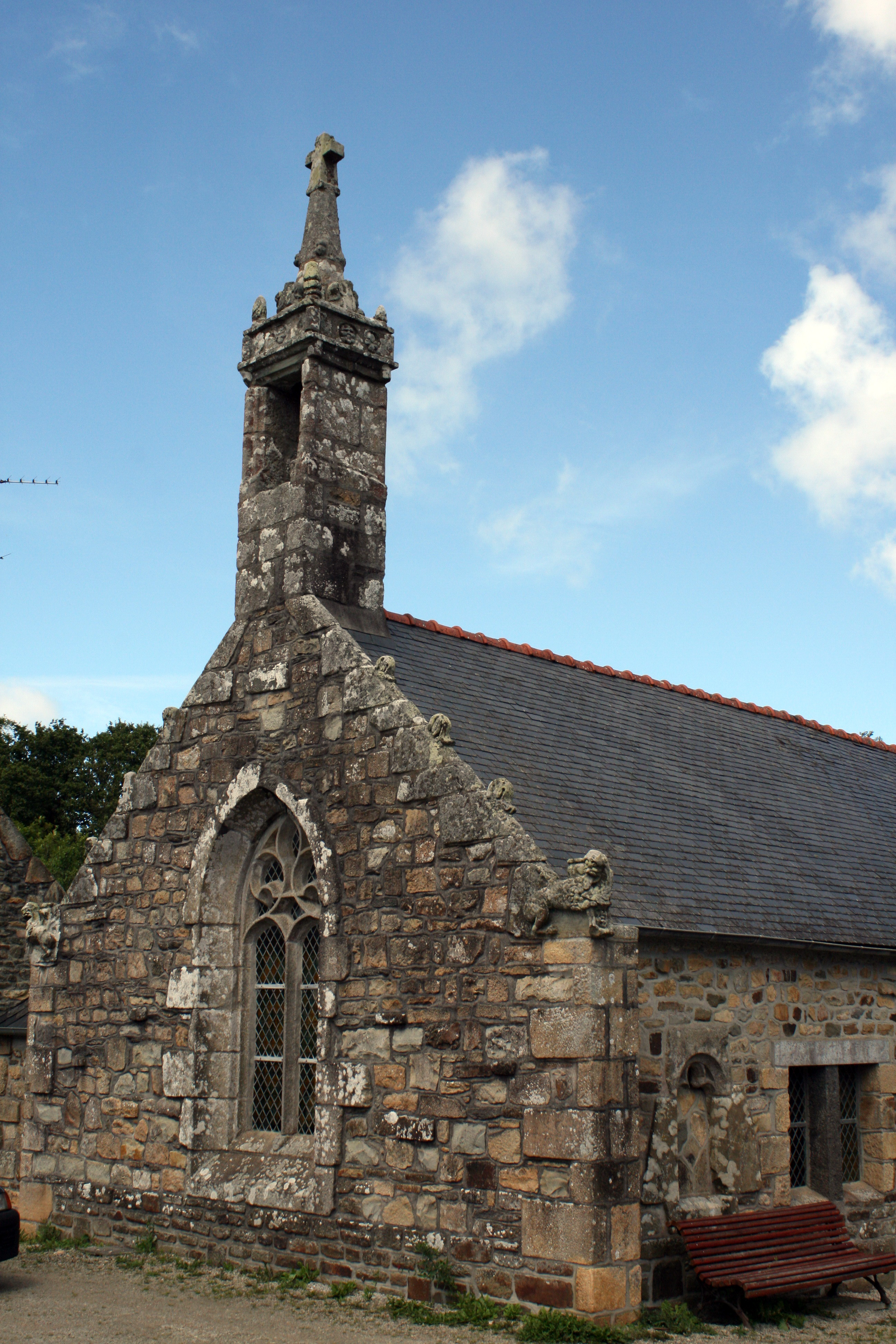
La chapelle Saint-Fiacre.
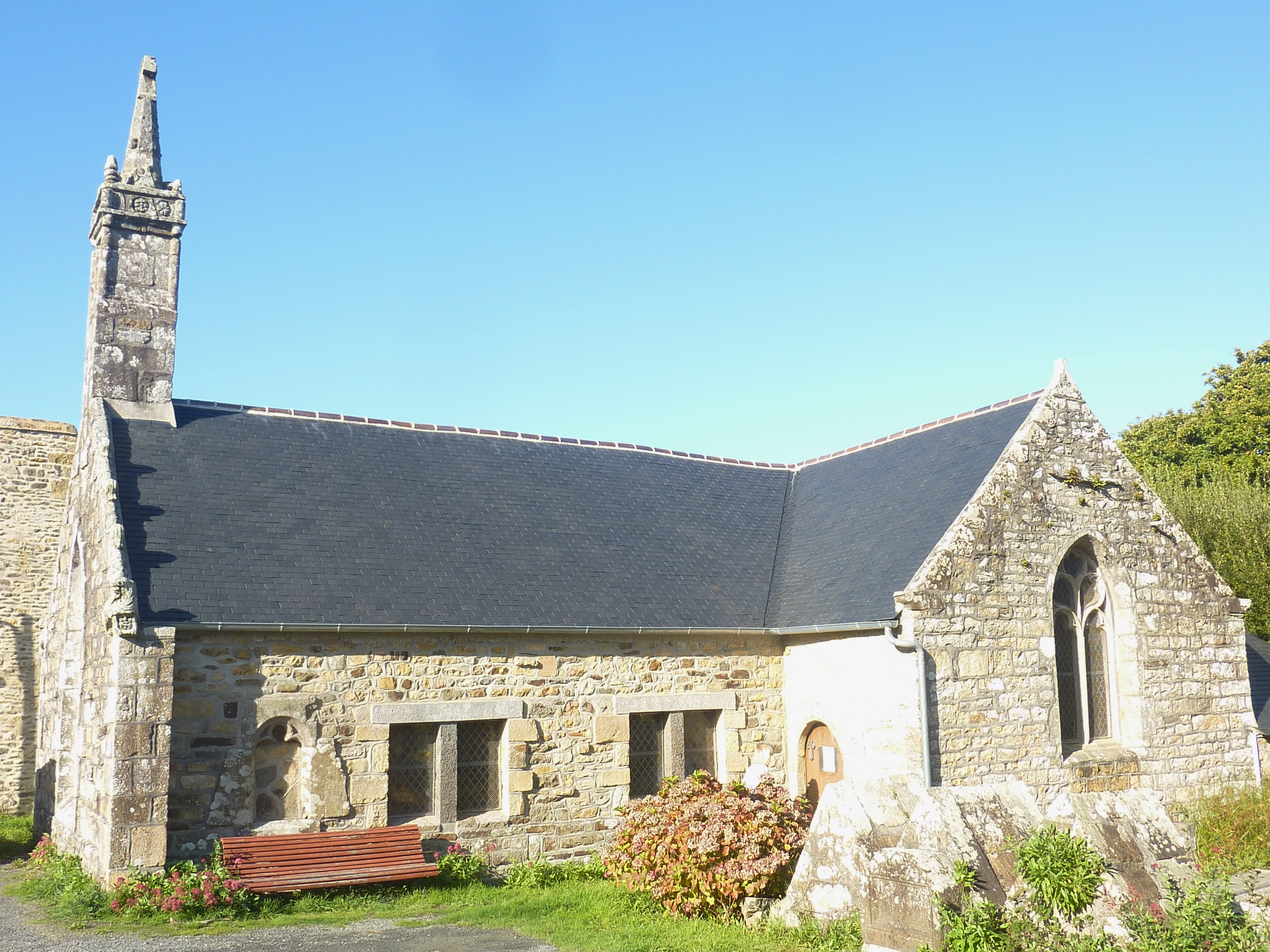
La chapelle Saint-Fiacre : vue extérieure d'ensemble.
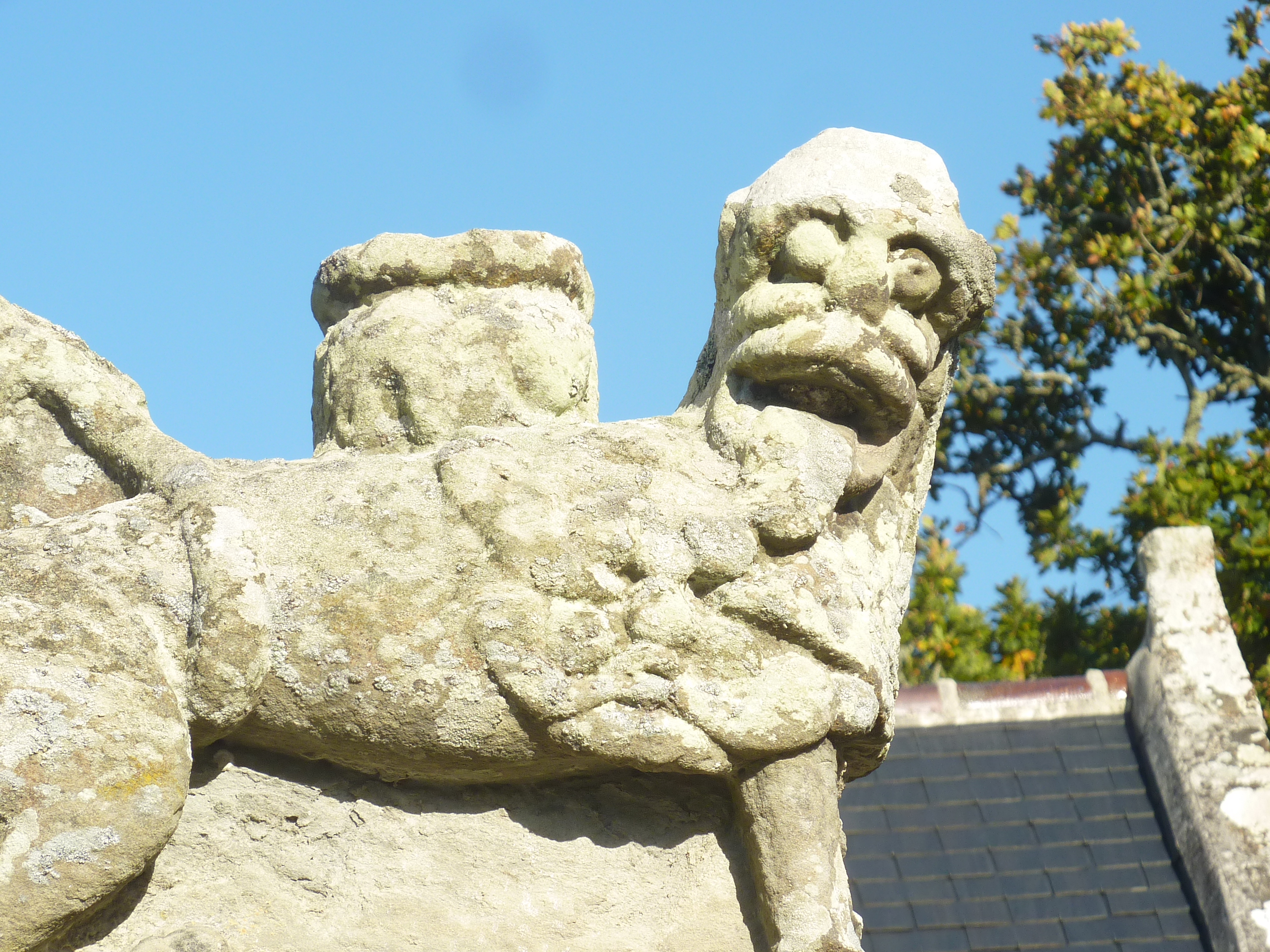
Chimère (crossette) de la chapelle Saint-Fiacre.
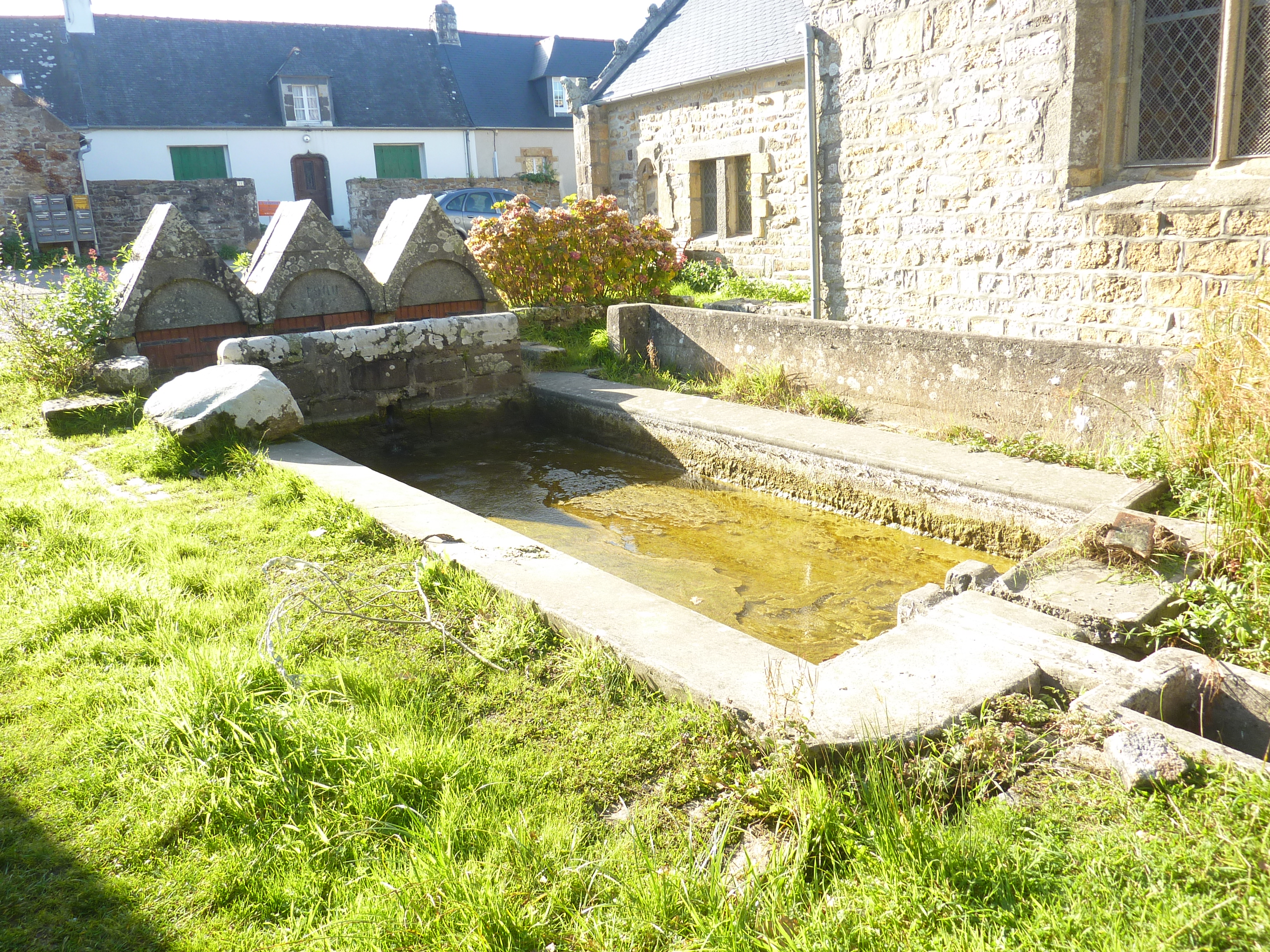
Le lavoir (ancienne fontaine) de la chapelle Saint-Fiacre.

#### Église de Morgat
À Morgat, l'église Notre-Dame-de-Gwel-Mor a été consacrée en 1959.
Construite sur un sol instable, elle est fermée depuis 2017 pour être démolie par sécurité. Sa démolition a lieu en 2019.

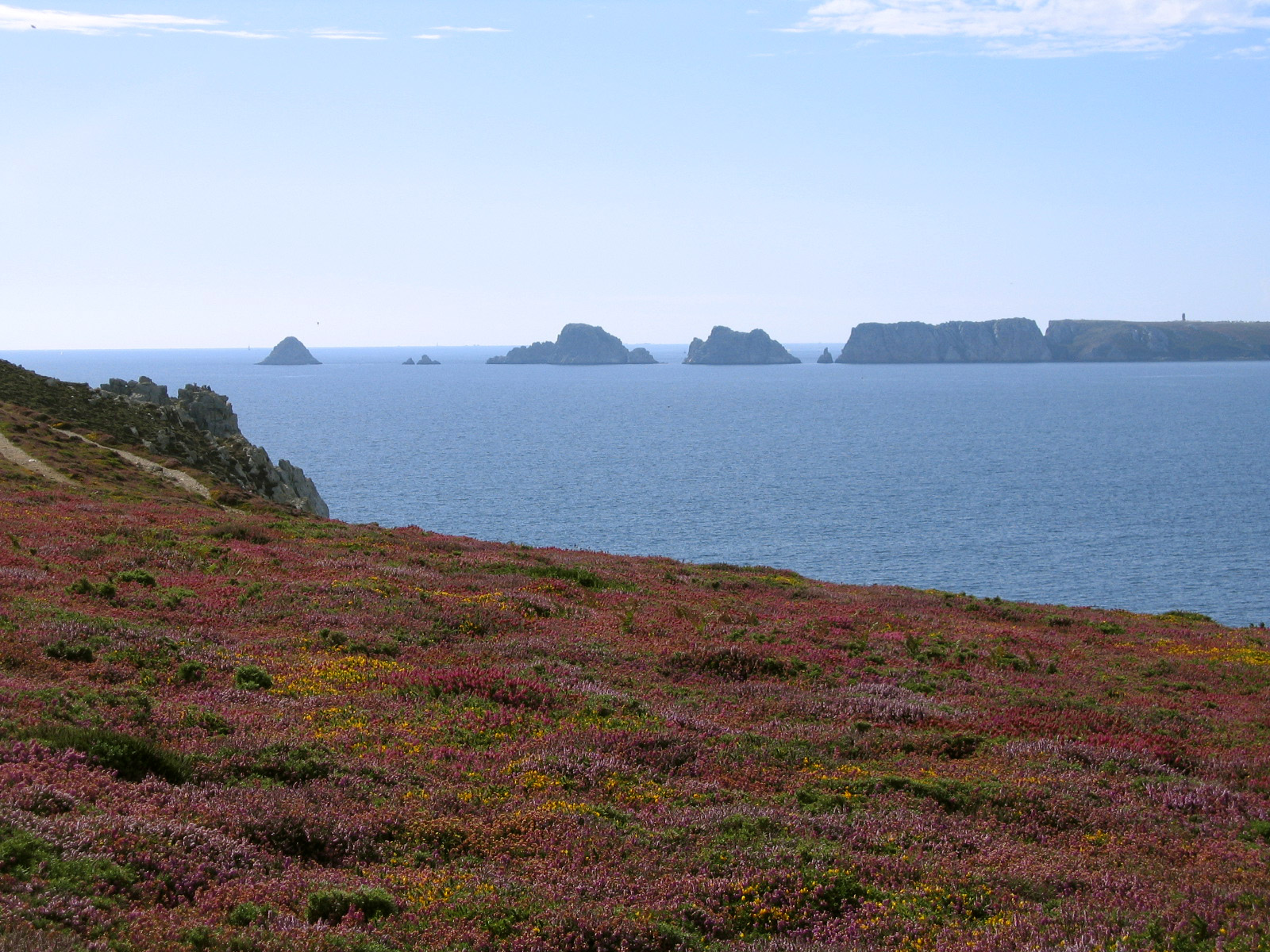
La pointe de Pen-Hir vue de la pointe de Dinan. Trois gros rochers appelés les « Tas de Pois » la prolongent.

### Patrimoine environnemental et paysages
- Les grottes de l'Autel, et du Kador
- L'île Vierge
- Le cap de la Chèvre
- Le château de Dinan
- Les falaises de Morgat
- La plage de l'Aber

Les peintres ont pris plaisir à rendre cette côte, tel Julien Thibaudeau, au début du XXe siècle, de la pointe du Menhir à Morgat, restituant en profondeur la plage de Postolonnec, de l'Aber et la baie, ou encore Charles-Louis Houdard qui peignit en 1898 Les hauteurs de Crozon.

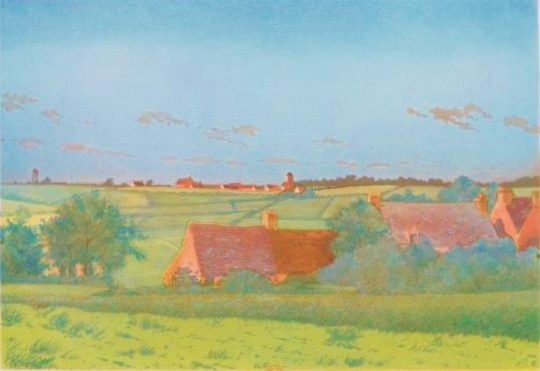
Charles-Louis Houdard : Les hauteurs de Crozon (estampe, 1898).
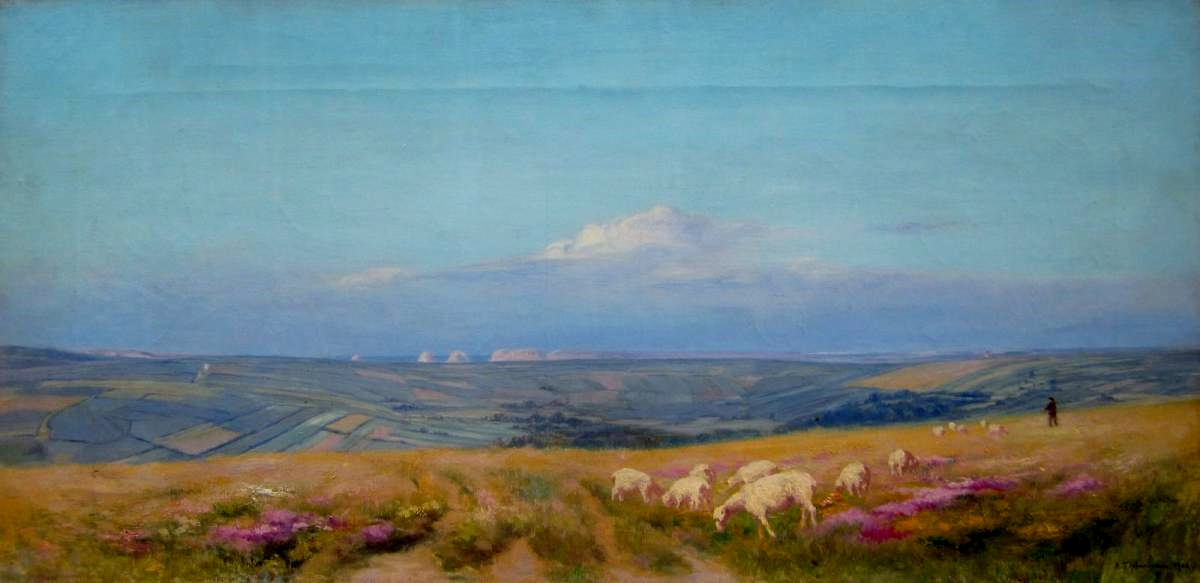
Julien Thibaudeau : Vue aux environs de Crozon (huile sur toile, 1904).

### Les sites d'intérêt géologique
Depuis 2013, une réserve naturelle régionale protège 27 sites de la presqu'île ; parmi eux la coulée de lave sous-marine de Lostmarc'h (cette coulée correspond au refroidissement brutal d'un épanchement de lave basaltique sur le fond marin).
La « maison des Minéraux », située à Saint-Hernot en Crozon, dispose d'un espace muséographique et propose des activités variées pour le grand public, les scolaires, les groupes. Elle présente entre autres une partie de la collection amassée de son vivant par François Le Bail.

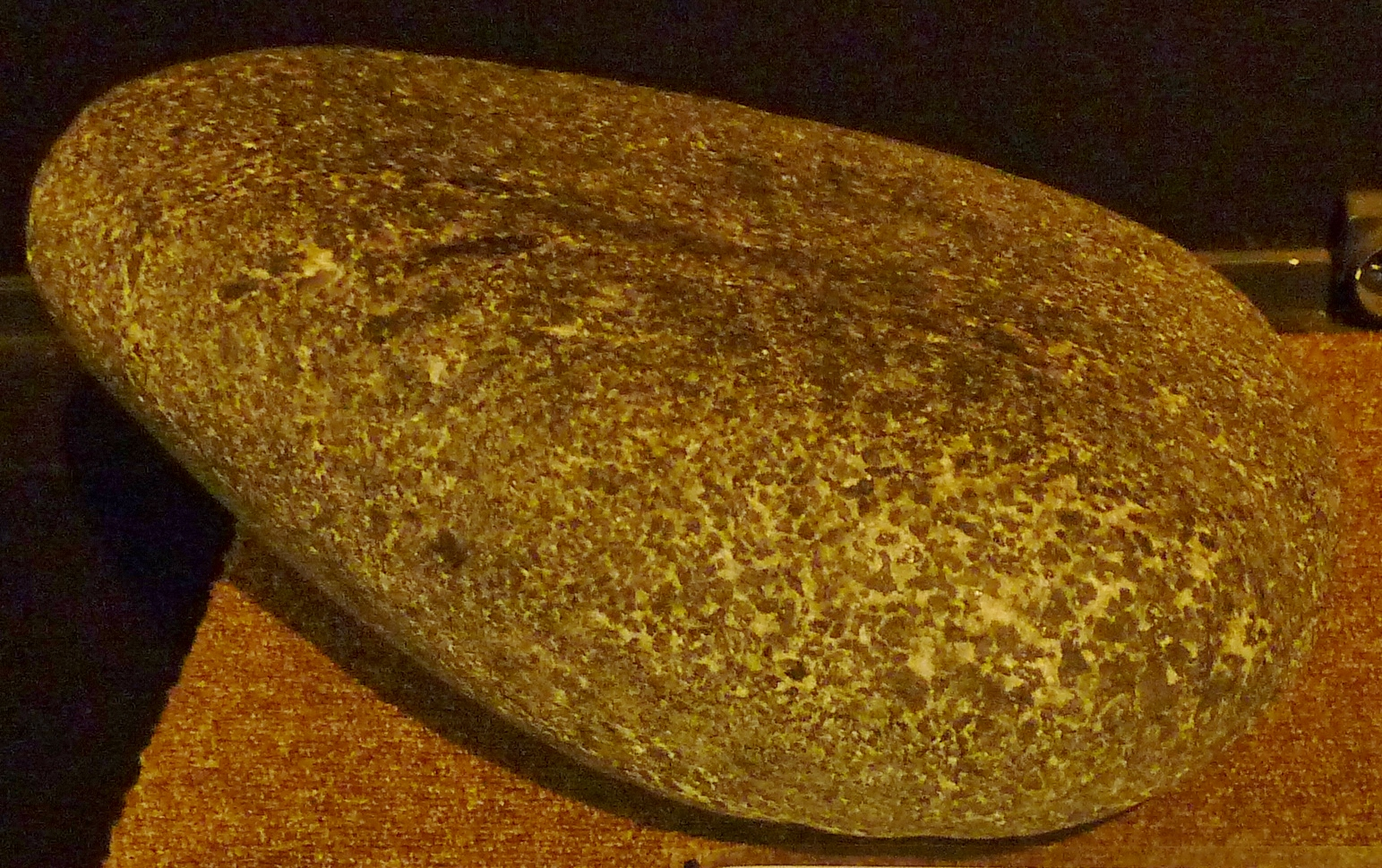
Brèche sous-marine provenant d'une coulée de lave trouvée à Lostmarc'h.
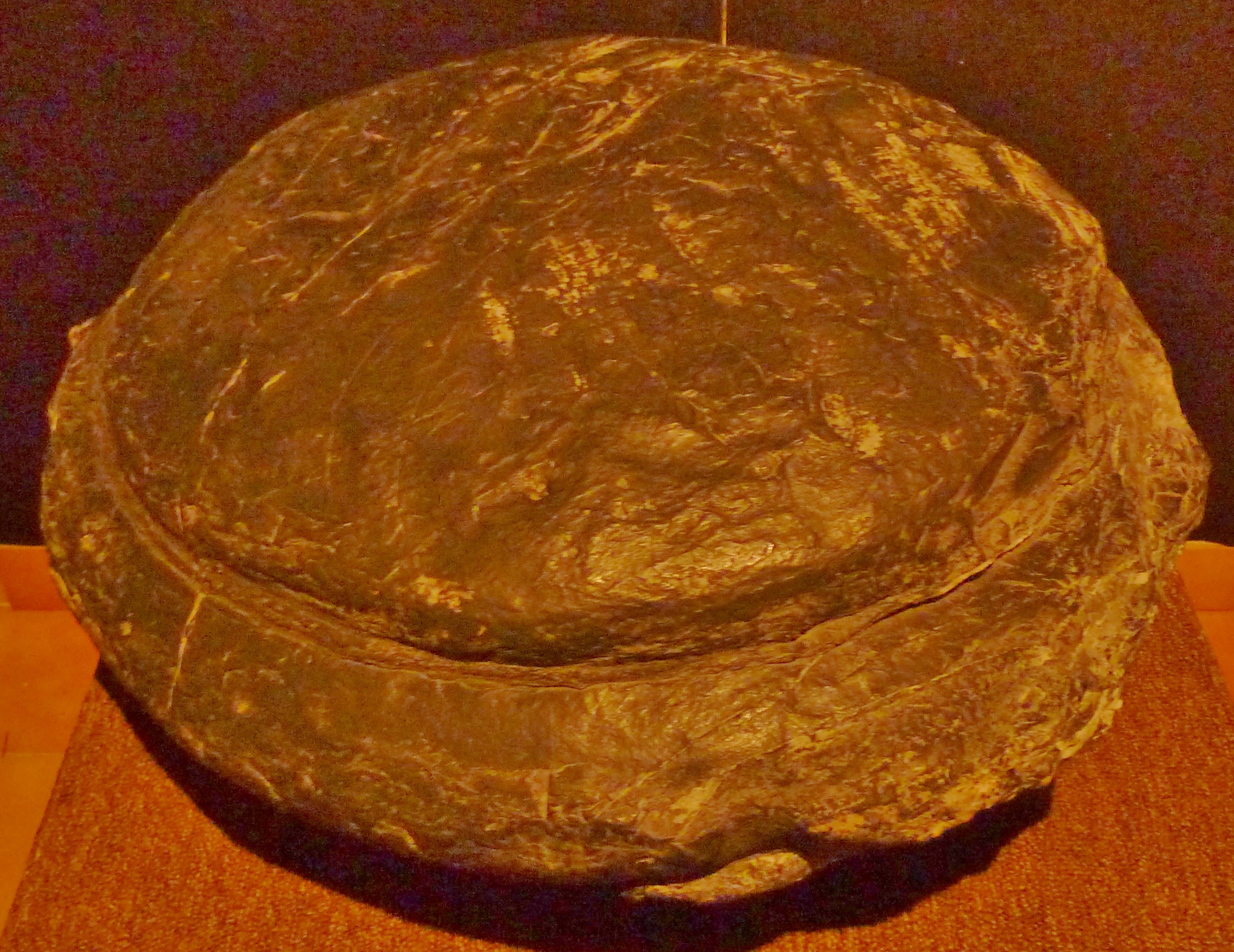
Nodule de dimension exceptionnelle provenant de l'Île Longue.

## Légendes
Le pardon de la chapelle Saint-Fiacre de Crozon était renommé et de nombreux fidèles y venaient, notamment de Plougastel-Daoulas. Selon une croyance populaire, si l'on n'arrosait pas ce jour-là la tête des enfants avec l'eau de la fontaine, ils mouraient dans l'année.

## Événements
- Le Festival du bout du monde, le premier week-end d'août.
- Le marché de Crozon un mercredi sur deux.
- Les mardis de Morgat et autres fêtes (14-Juillet, etc.) sur la plage en été.
- Le Caravan' Fest, le dernier week-end de juillet à la salle Ty Skol de St Hernot.

## Personnalités liées à la commune
- Ambroise Bernard Marie Le Jar, chevalier Du Clesmeur (1751-1805), navigateur, y est né.
- Le capitaine Maurice Gillet (1798-1839), né le 26 novembre 1798 à Brest, habitant au manoir de Trébéron en Crozon, mort le 8 juin 1839 à Nantes, pratiqua la traite négrière, embarqué d'abord sur Jeune Alexandre, puis comme commandant de l'Africain qui fit à sept reprises le trafic triangulaire clandestinement entre 1824 et 1829, car celui-ci était déjà interdit[175].
- Le philosophe Alain (1868-1951) a habité après la Seconde Guerre mondiale à Kerigou, sur les hauteurs de Morgat, en Crozon[176],[177].
- Guillaume Balay (1871-1943), chef de la musique de la Garde républicaine et compositeur, y est né[178].
- Le céramiste Émile Lenoble (1875-1940) est mort dans sa villa de Crozon le 14 août 1940[179].
- Louis Jouvet (1887-1951), célèbre acteur de théâtre et de cinéma, et directeur de théâtre, y est né le 24 décembre 1887[180], son père résidant alors dans la ville et y exerçant comme conducteur de travaux[181] pour la construction du fort de Landaoudec.
- Maurice Lederlé (1887-1988), artiste, acheta une villa à Morgat où il passa de nombreuses années.
- Le chef de bataillon Jean Bescond (1894-1940), né le 10 mai 1894 au lieu-dit Perros Leïdez (aujourd'hui dépôt de munition de Guenvenez), commandant le 46e BCC s'illustra lors des combats du 17 mai 1940 sous les ordres du colonel de Gaulle à Montcornet (dans l'Aisne en Picardie) où il fut tué et enterré.
- Germaine Le Hénaff (1909-1996), Juste parmi les Nations et militante des CEMEA, y est née le 29 mars 1909.
- Yves Le Gallo[réf. nécessaire] (1920-2002) universitaire, écrivain, fondateur du Centre de recherche bretonne et celtique.
- Joseph Velly (1938-2016), coureur cycliste, y est né le 10 mars 1938.
- Isabelle Corey (1939-2011), actrice, y est morte le 6 février 2011.

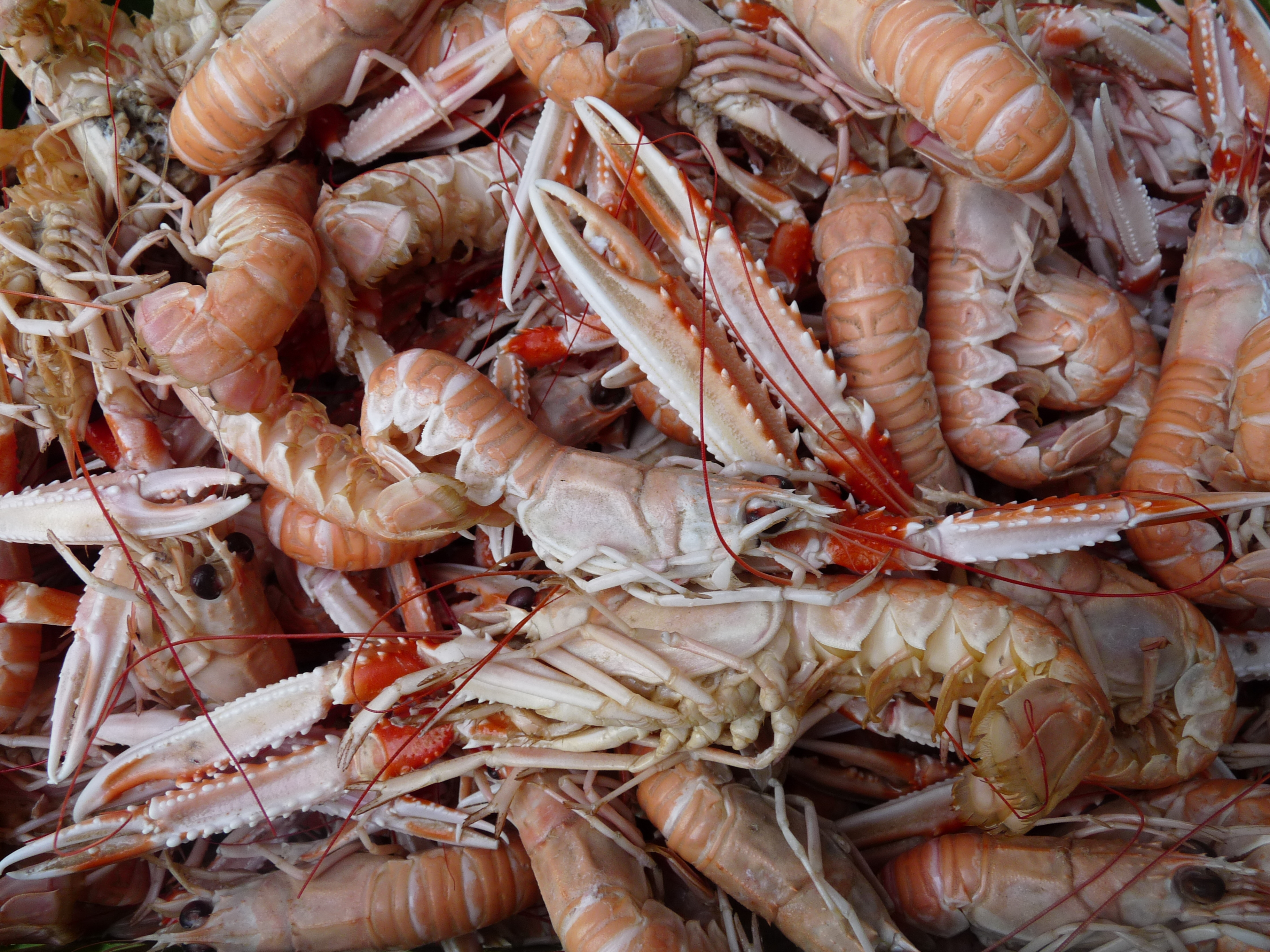
Langoustines de Crozon.

## Économie

### Tourisme
Outre les grottes de la baie et les nombreux milieux naturels, le fort de Morgat, on peut visiter :
- la maison des minéraux à Saint-Hernot[182],[183] ;
- le musée des vieux métiers à Argol ;
- le musée de l'école rurale à Trégarvan.
- Le Cap de la Chèvre
- La pointe de Dinan
- Les plages de la façade atlantique et de la baie de Douarnenez